# Amor
Amor (do latim amore) é uma emoção ou sentimento que leva uma pessoa a desejar o bem a outra pessoa ou a uma coisa. O uso do vocábulo, contudo, lhe empresta outros tantos significados, quer comuns, quer conforme a ótica de apreciação, tal como nas religiões, na filosofia e nas ciências humanas. O amor possui um mecanismo biológico que é determinado pelo sistema límbico, centro das emoções, presente somente em mamíferos e talvez também nas aves — a tal ponto que Carl Sagan afirmou que o amor parece ser uma invenção dos mamíferos.
Para o psicólogo Erich Fromm, ao contrário da crença comum de que o amor é algo "fácil de ocorrer" ou espontâneo, ele deve ser aprendido; ao invés de um mero sentimento que acontece, é uma faculdade que deve ser estudada para que possa se desenvolver - pois é uma "arte", tal como a própria vida. Ele diz: "se quisermos aprender como se ama, devemos proceder do mesmo modo por que agiríamos se quiséssemos aprender qualquer outra arte, seja a música, a pintura, a carpintaria, ou a arte da medicina ou da engenharia". O sociólogo Anthony Giddens diz que os mais notáveis estudos sobre a sexualidade, na quase totalidade feitos por homens, não trazem qualquer menção ao amor. Ambos os autores revelam existir uma omissão científica sobre o tema.
A percepção, conceituação e idealização do objeto amado e do amor variam conforme as épocas, os costumes, a cultura. O amor é ponto central de algumas religiões, como no cristianismo onde a expressão Deus é amor intitula desde uma encíclica papal até o nome de uma Igreja, no Brasil - derivadas da máxima de João Evangelista contida na sua primeira epístola.
Embora seja corrente a máxima "o amor não se define, o amor se vive", há várias definições para o amor como: a "dedicação absoluta de um ser a outro", o "afeto ditado por laços de família", o "sentimento terno ou ardente de uma pessoa por outra" e aqueles em que também se inclui a atração física, tornando-o aplicável também aos animais, um mero "capricho", as aventuras amorosas, o sentimento transcendental e religioso de adoração, perpassando ao sinônimo de amizade, apego, carinho, etc. Diante desta gama variada de conceitos, os teóricos se dividem na possibilidade de uma conceituação única, que reúna aquelas tantas definições e representações do amor. Outros, como André Lázaro, afirmam que "não há dois amores iguais". Já Leandro Konder diz que o termo amor possui uma "elasticidade impressionante". Erich Fromm, ainda, ressalta que "O amor é uma atividade, e não um afeto passivo; é um "erguimento" e não uma "queda". De modo mais geral, o caráter ativo do amor pode ser descrito afirmando-se que o amor, antes de tudo, consiste em dar, e não em receber." Como sentimento individual e personalíssimo, traz complexidade por envolver componentes emocionais, cognitivos, comportamentais que são difíceis - ou quase impossíveis - de separar e, no caso do amor romântico, também se insere os componentes eróticos.
O amor romântico, celebrado ao longo dos tempos como um dos mais avassaladores de todos os estados afetivos, serviu de inspiração para algumas das conquistas mais nobres da humanidade; tem o poder de despertar, estimular, perturbar e influenciar o comportamento do indivíduo. Dos mitos à psicologia, das artes às relações pessoais, da filosofia à religião, o amor é objeto das mais variadas abordagens, na compreensão de seu verdadeiro significado, cujos aspectos principais são retratados a seguir.

## Conceitos preliminares e comuns de "amor"

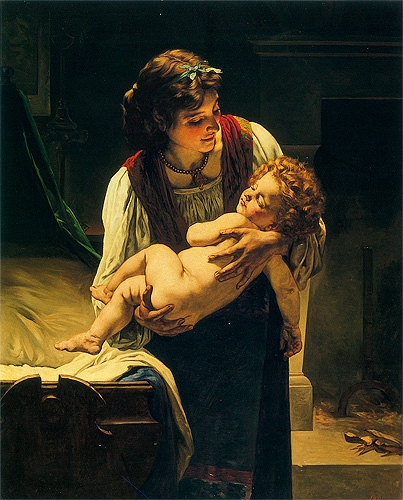
Amor materno, exemplo comum da manifestação amorosa

Na concepção vulgar o termo amor encontra variadas significações que devem ser abordadas em sentidos próprios e respectivos, definidos em sentimentos e ações que muitas vezes se fazem impróprios à definição do sentimento, mas que podem ter ou não implicações nas demais percepções, como na filosofia; assim, considera-se o amor como:
1. A atração física sexual, na relação entre indivíduos (como quando se diz "fazer amor")[14]
2. Para designar as diversas relações interpessoais como a amizade, o amor entre pais e filhos, etc.[14]
3. O sentimento de apego a seres inanimados, que nada mais é senão o "desejo de posse" - como quando se diz "amor ao dinheiro", ou "aos livros", etc.[14]
4. Apreço a valores ideais (amor à justiça, ao bem, etc).[14]
5. Apreço por certas atividades ou formas de vida (como quando se diz do amor a uma profissão, ao jogo, à diversão, etc).[14]
6. Sentimento de apreço ao coletivo: amor à pátria, a um partido político, etc.[14]
7. Amor ao próximo, amor a Deus.[14]

### Amor e conceitos relacionados
Precursor da química no século XVI, o suíço Paracelso, ligava o amor ao conhecimento: "Quem nada conhece, nada ama. Quem nada pode fazer, nada compreende, nada vale. Mas quem compreende, também ama, observa, vê... Quanto mais conhecimento houver inerente numa coisa, tanto maior o amor".
O psicanalista Jacques Lacan relaciona o amor com a verdade, num de seus seminários, dizendo que ambos possuem uma estrutura ficcional e são como que artifícios usados para camuflar enigmas que não podem ser decifrados.

#### Casamento e o amor

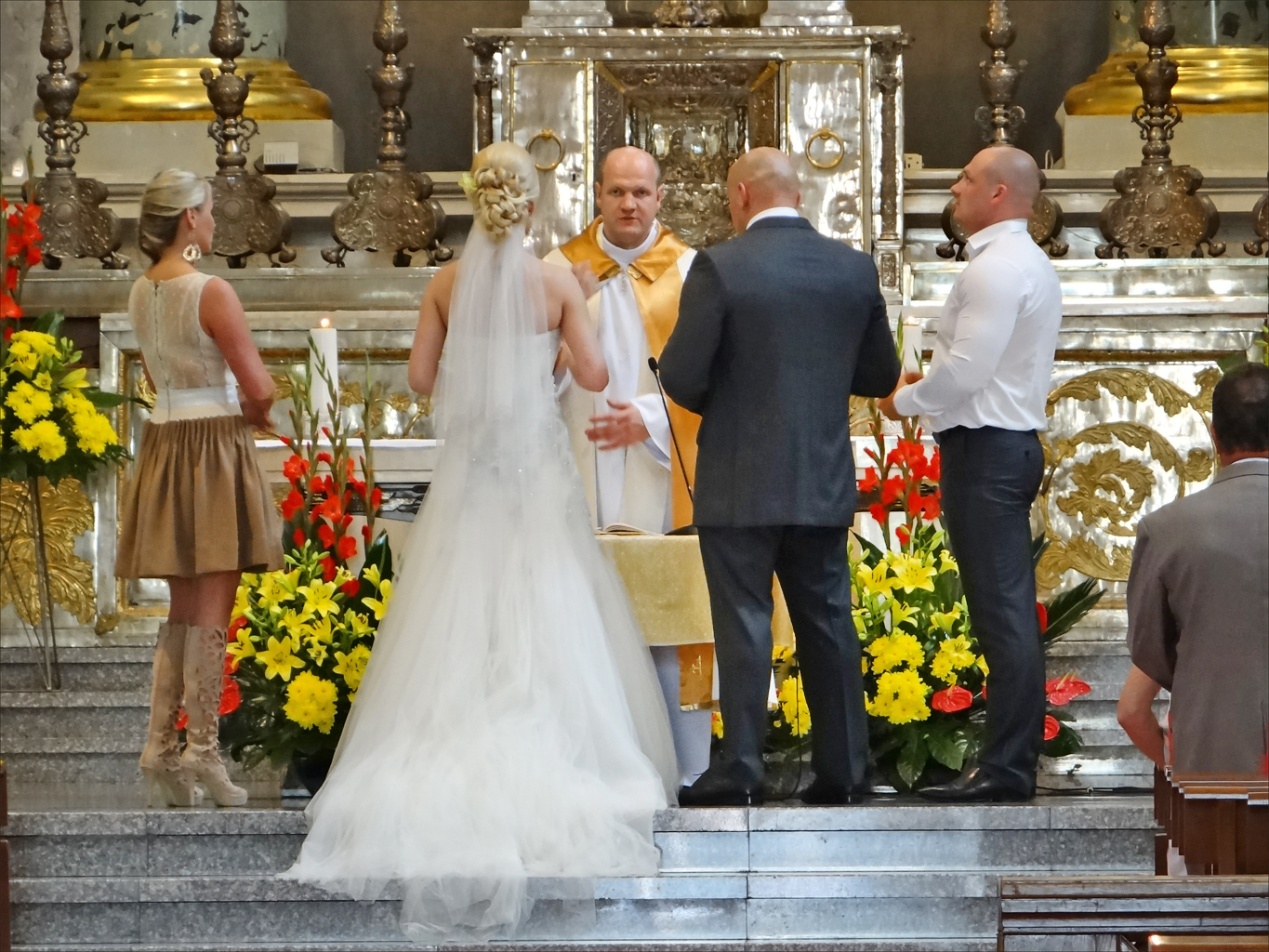
No Ocidente, o amor passou a integrar o casamento a partir do século XVIII

O amor, tal como se tem hoje como algo que envolve consenso, escolha e paixão amorosa, não fazia parte do matrimônio até o século XVIII, quando a sexualidade passou a crescer em importância dentro do casamento.
Dos tempos primitivos até à Idade Média eram os pais quem cuidavam dos casamentos dos filhos, como um negócio; o casamento tinha bases que eram mais importantes que o amor, e o sentimento era reservado para as relações adulterinas.
A Revolução Francesa foi um divisor de águas na visão ocidental do casamento, celebrando o rompimento com a sacralização do ritual pela Igreja; até ali, não apenas no Ocidente, se distinguia amor de casamento (textos judaicos e gregos declaram que a função do matrimônio era a procriação, o amor era desnecessário). Quem primeiro expressou a ideia do afeto integrando o matrimônio foi o pastor anglicano Thomas Malthus; segundo ele, a amizade, companheirismo e afeto são os principais motes do casamento, e não a procriação.
As maiores mudanças, contudo, ocorrem com a modernidade, em que a valorização do amor individual presente na ideologia burguesa, leva ao predomínio do amor-paixão com erotismo na relação conjugal - criando uma emboscada já que isto resultou em criação de expectativas e conflitos decorrentes de suas frustrações.

#### Ética amorosa
Uma ética do amor envolve questões morais que se adequam ao sentimento, bem como as formas que ele pode ou não tomar, abordando questionamentos como: será aceitável, eticamente, amar um objeto, ou a si mesmo? Amar a si mesmo ou a outro é um dever? O amor desleal é moralmente aceitável, ou lícito (ou seja, é errado, mas desculpável)? O amor só pode envolver aqueles com quem a pessoa tenha um relacionamento significativo? O amor deve transcender ao desejo sexual ou à aparência física? - indo além para as questões que envolvem a própria ética do sexo, aquelas que lidam com a adequação da atividade sexual, da reprodução, das atividades hétero e homossexuais, etc.

#### Homossexualidade e o amor

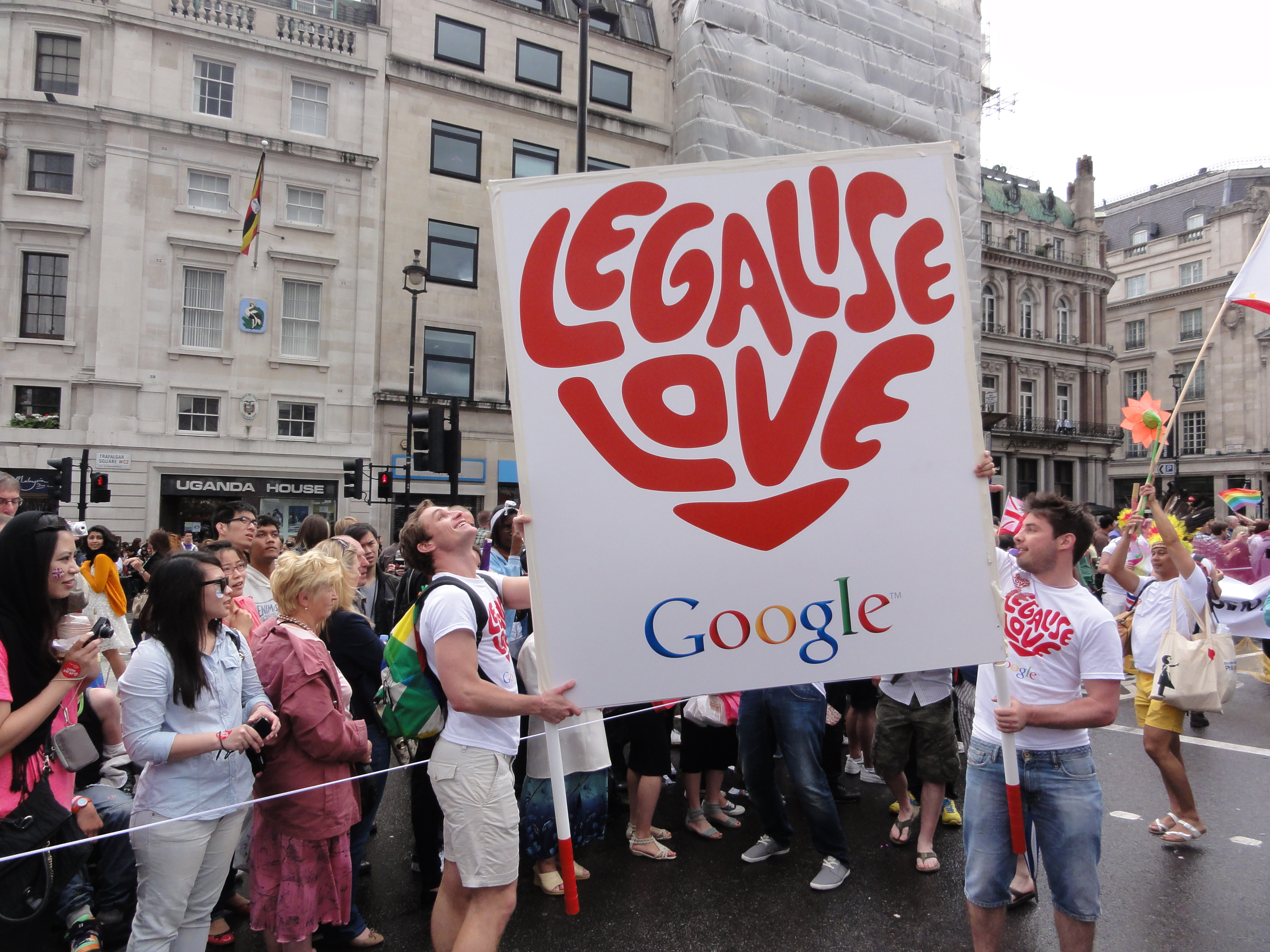
Marcha em Londres (2012) pede legalização do amor homossexual

Até os estudos feitos por Kinsey (1948 e 1953) a literatura médica tratava a homossexualidade como uma patologia ou desordem psicológica e algo não-natural ou perversão (uma visão que persiste em muitos heterossexuais). A partir de então, os movimentos sociais, como o que introduziu a palavra "gay" (alegre, em língua inglesa), vieram paulatinamente a mudar esta classificação excludente na conquista da aceitação social de tais relacionamentos.
Em estudo realizado na década de 1980 a pesquisadora Sharon Thompson constatou que a diversidade sexual não interferia na busca do romantismo no relacionamento amoroso entre as garotas adolescentes: o sentimento era igual, tanto nas experiências hétero quanto homossexuais.

## Simbologia e mítica
A compreensão dos símbolos que cria sempre fascinou o homem, e por meio da sua análise pode-se então responder sobre a origem de sua própria existência, conhecendo os antigos costumes, as crenças religiosas, a medicina alternativa e a comunicação. Neste sentido, o símbolo surge como algo que vem para elucidar, por analogia, aquilo que ainda está desconhecido ou para antever o que ainda não ocorreu - e não como o disfarce de algo que já se conhece.
Os principais símbolos do amor são a maçã, o coração, a flecha (que remete à figura do Cupido), a cruz e, dentre sua mítica, está a crença de que forças mágicas podem vir a controlá-lo, como se verá a seguir:

### Maçã

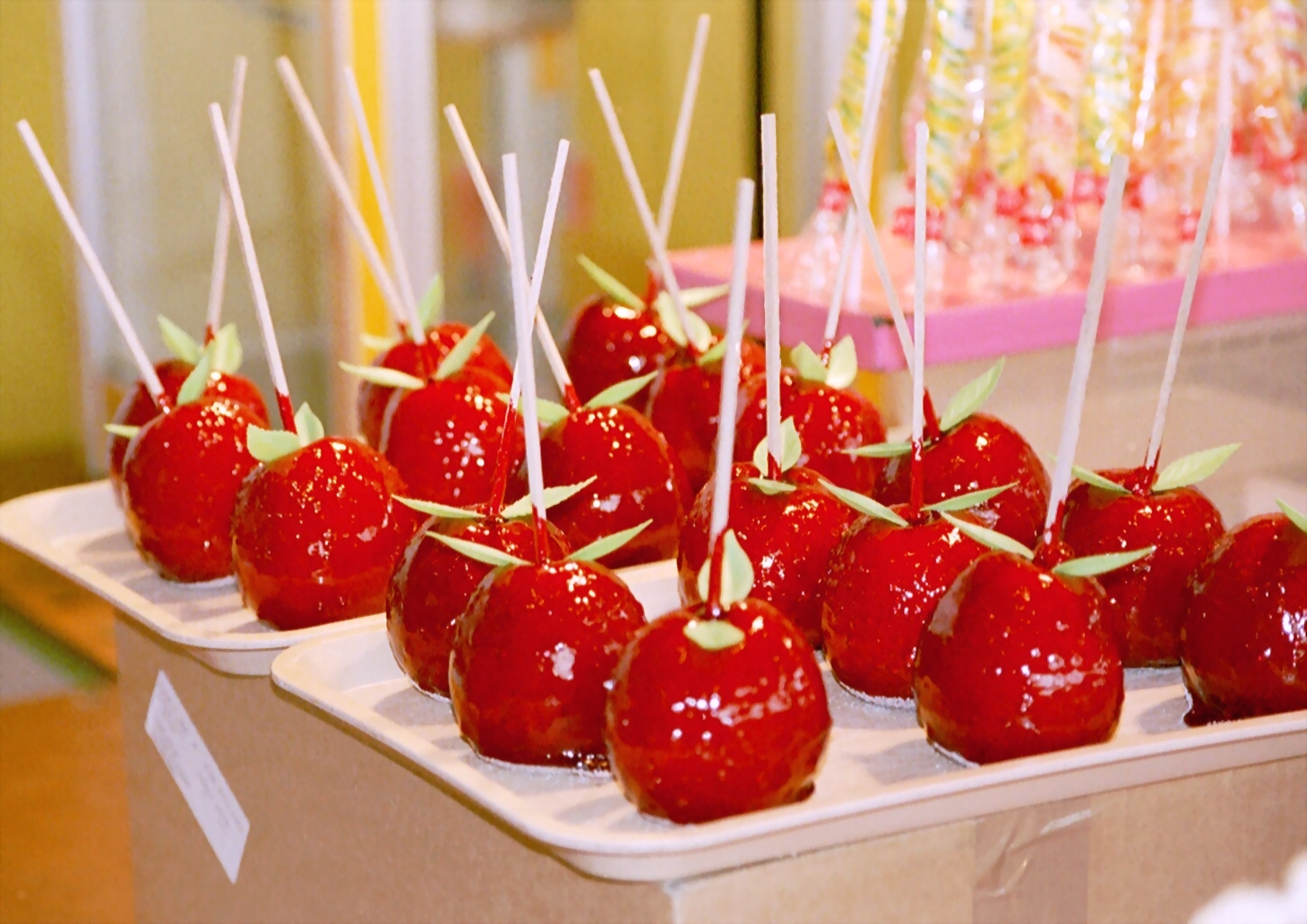
Maçãs do amor, doce feito com a fruta.

Na mitologia grega a maçã torna-se o pomo da discórdia: a deusa Éris nela inscrevera a dedicatória - "à mais bela" - e lançou no banquete dos deuses entre as deusas. Hera, Afrodite e Atena brigaram pela posse do pomo. Zeus não querendo privilegiar nenhuma deixa a decisão com Páris no episódio conhecido como Julgamento de Páris que é um prelúdio para Guerra de Troia: Afrodite promete a Páris o amor da mais bela das mulheres, Helena de Esparta. Páris escolhe Afrodite como deusa mais bela, ao invés de aceitar o poder prometido por Hera ou a sabedoria prometida por Atena. A moral do conto é que o homem sempre escolhe o amor.
Embora haja outros frutos, como a uva ou o figo, que representem a alegoria do pecado original citado na Bíblia, foi a maçã quem, a partir do século XII assumiu o papel principal de representar a transgressão vivida por Adão e Eva, o motivo de sua expulsão do Éden.
A maçã traz em si os símbolos da fecundidade no amor, da eternidade, da sedução mundana, do pecado, da traição e da culpa. Por outro lado, tem ainda a simbologia que a liga, como vegetal, à árvore que, no caso do saber espiritual, é representada ao contrário - com as raízes para o céu e o galhos para a Terra, sendo Jesus o fruto mais belo enviado pelos céus.
Essas representações ambíguas da maçã surgem em quadros - ora simbolizando o pecado original, ora sendo trazido nas mãos da Virgem Maria e do Menino Jesus; a maçã muitas vezes está associada ao coração, tido como a sede do amor.
A ligação da fruta com o amor é universal, sendo ingrediente em muitos feitiços amorosos, além de seus licores terem função estimulante; finalmente, é feito com ela o doce chamado maçã do amor, onde a fruta é mergulhada em uma calda açucarada.

### Coração

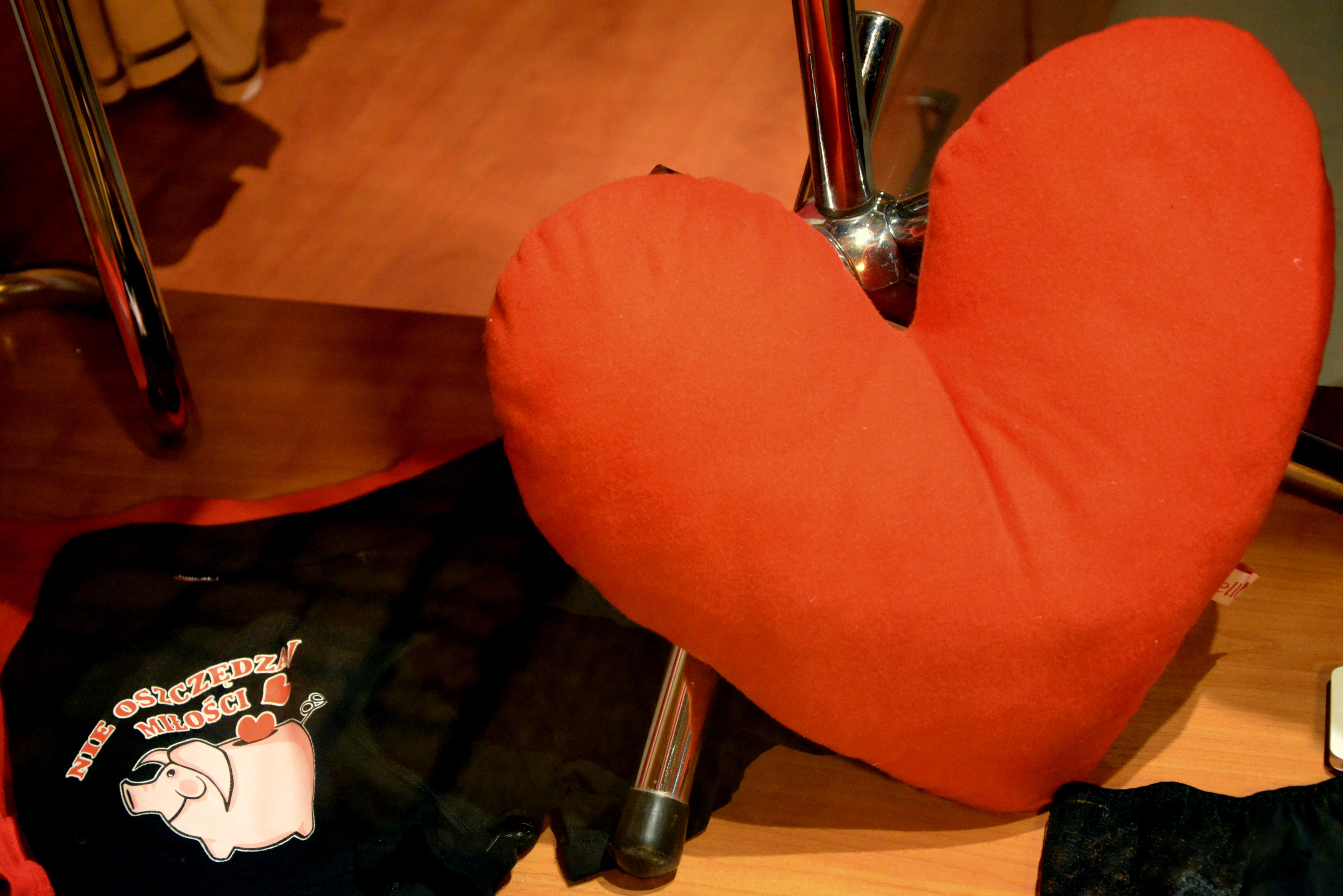
Coração estilizado, símbolo universalizado do amor

Para Santo Agostinho o coração é o recipiente do amor divino, e o conhecimento deve ser buscado através do amor. É ele o órgão central do corpo humano, estando assim simbolicamente ligado como o centro do homem, e do mundo.
O desenho estilizado do coração teria surgido na França para representar um dos naipes do baralho que, originalmente, simbolizaria uma das classes sociais - Choeur, ou clero, que logo se tornou couer, coração; o símbolo universalizou-se e modernamente representa não o órgão em si, mas o amor.

### Flecha

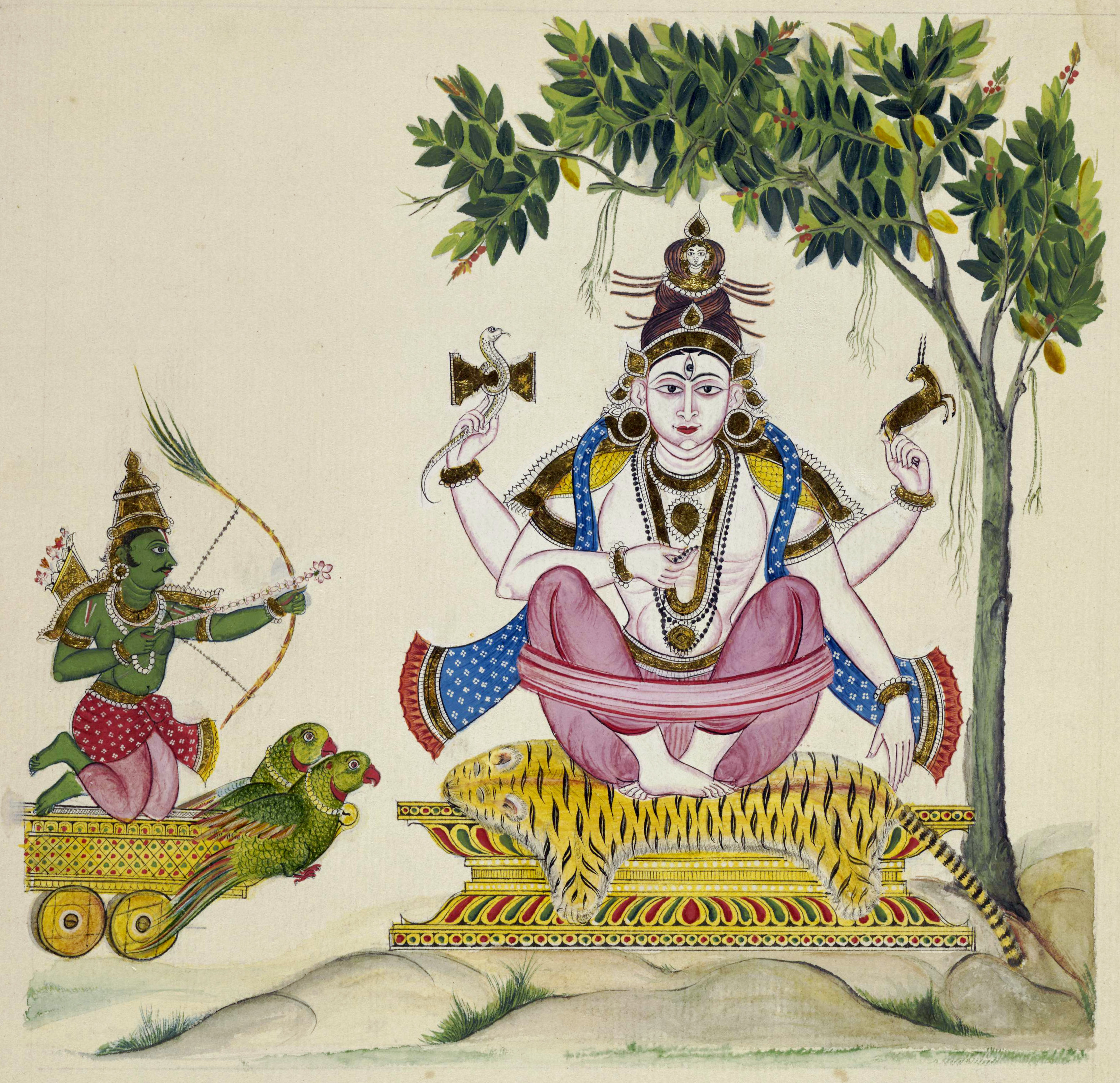
Kama alveja Xiva com sua flecha, no mito hindu

No Ocidente, a flecha é o instrumento com que o deus grego do amor, Eros (ou Cupido, na versão latina), alveja os corações das pessoas, fazendo-as se apaixonarem. É assim, por exemplo, que ocorre quando, por capricho, este alveja Apolo fazendo o deus se apaixonar pela ninfa Dafne, enquanto a ela acerta com uma flecha de ponta redonda e de chumbo, capaz de assim torná-la avessa ao sentimento; tem início ali uma perseguição que termina quando a ninfa é transformada num árvore de louro.
Como no mito grego, os hindus também possuem a figura de Kama, bastante similar a Eros e, como este, um dos primeiros deuses a nascer; representado com arco e flecha, teria acertado Brama com uma das suas setas fazendo-o apaixonar-se por uma das suas filhas e este, raivoso pelo feito, amaldiçoou-lhe dizendo que morreria por uma das vítimas de suas flechadas - o que efetivamente veio a ocorrer quando atinge Xiva: o deus, perturbado na sua meditação, pune Kama com um raio, reduzindo-o a cinzas.

### Poção do amor

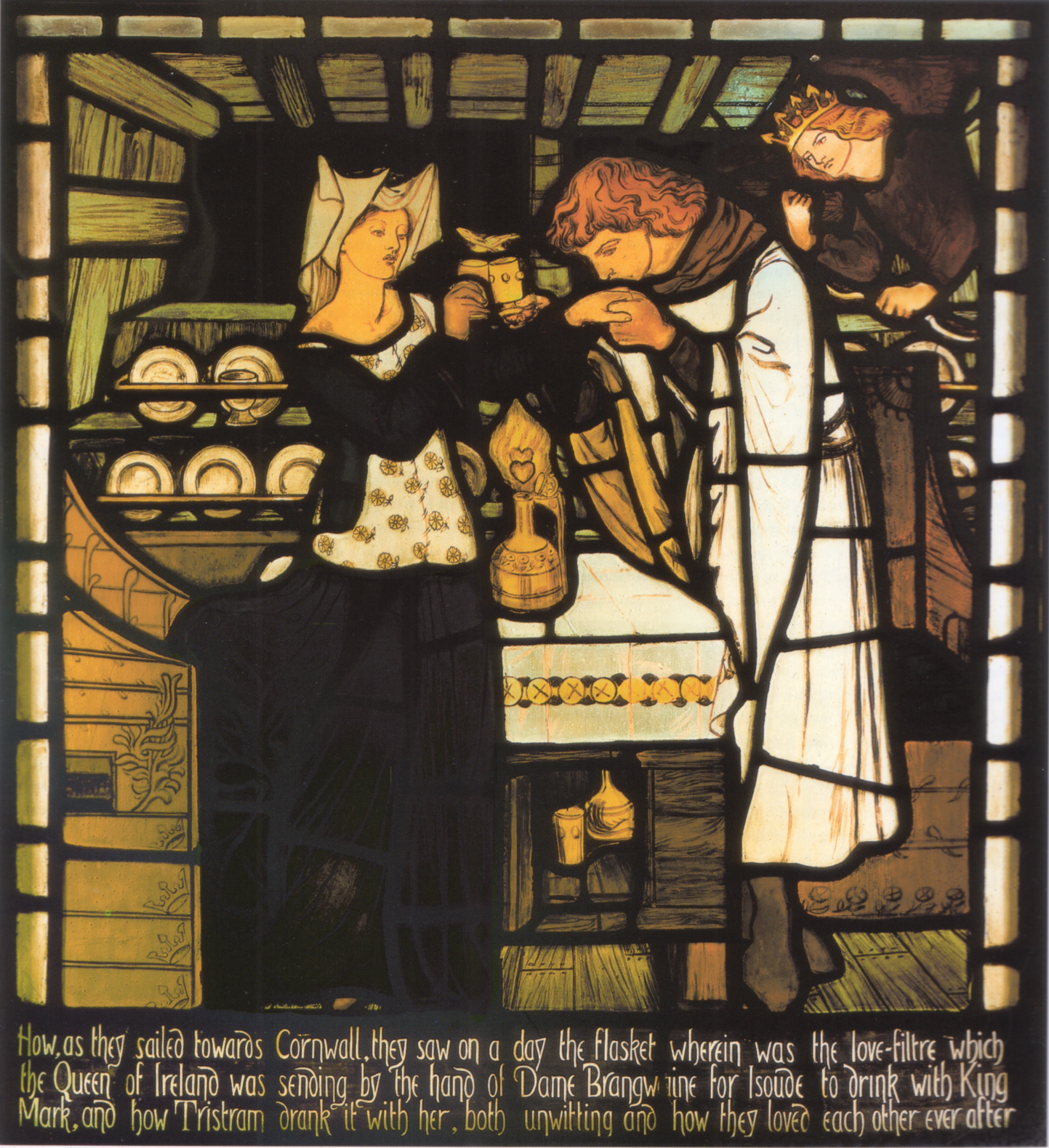
Tristão e Isolda bebem a poção do amor
Ilustração de Dante Gabriel Rossetti

A existência de um elixir capaz de infundir no objeto dos desejos o sentimento amoroso é relatada por Horácio, num dos seus Epodos (Epodo V), onde se elabora a poção do amor a partir do fígado de uma criança que as bruxas fizeram morrer lentamente.
Ressurge com o mito medieval de Tristão e Isolda, onde o casal que dá nome à história se apaixona após beber a poção por engano, engendrando-se ali um caso de adultério: nas primitivas versões da história o elixir teria efeito temporário, ao passo que nas versões da literatura cortês seu efeito seria duradouro, perene. A versão cavalheiresca do mito dá a conotação do conteúdo trágico que envolve o amor-paixão, servindo portanto de alerta contra esse "mal", que contradiz a propaganda da obediência estrita às leis e códigos morais.
A ópera L'elisir d'amore, de Donizetti, também traz a poção como plano principal do enredo, que dá título à obra.
Na versão de Goethe do mito de Fausto, Mefistófoles dá ao personagem-título a poção do amor para ele beber na cozinha de uma feiticeira.

## Histórico e historiografia
Virginia Woolf declarou que os historiadores tendiam a ignorar as experiências privadas; a despeito disto, Stephen Kern é um historiador que foge a esta máxima, abordando a temática do amor; segundo ele, apesar do sentimento ter uma natureza amorfa, multifacetada e até invisível por vezes, também "tem uma história" - ideias que tomam por base as premissas existencialistas em Heidegger, argumento que o amor no Ocidente é uma experiência mais "autêntica" entre 1847 até 1934 - propondo que os amantes modernos são mais livres e mais auto-reflexivos do que os da era vitoriana.

### Antiguidade Clássica

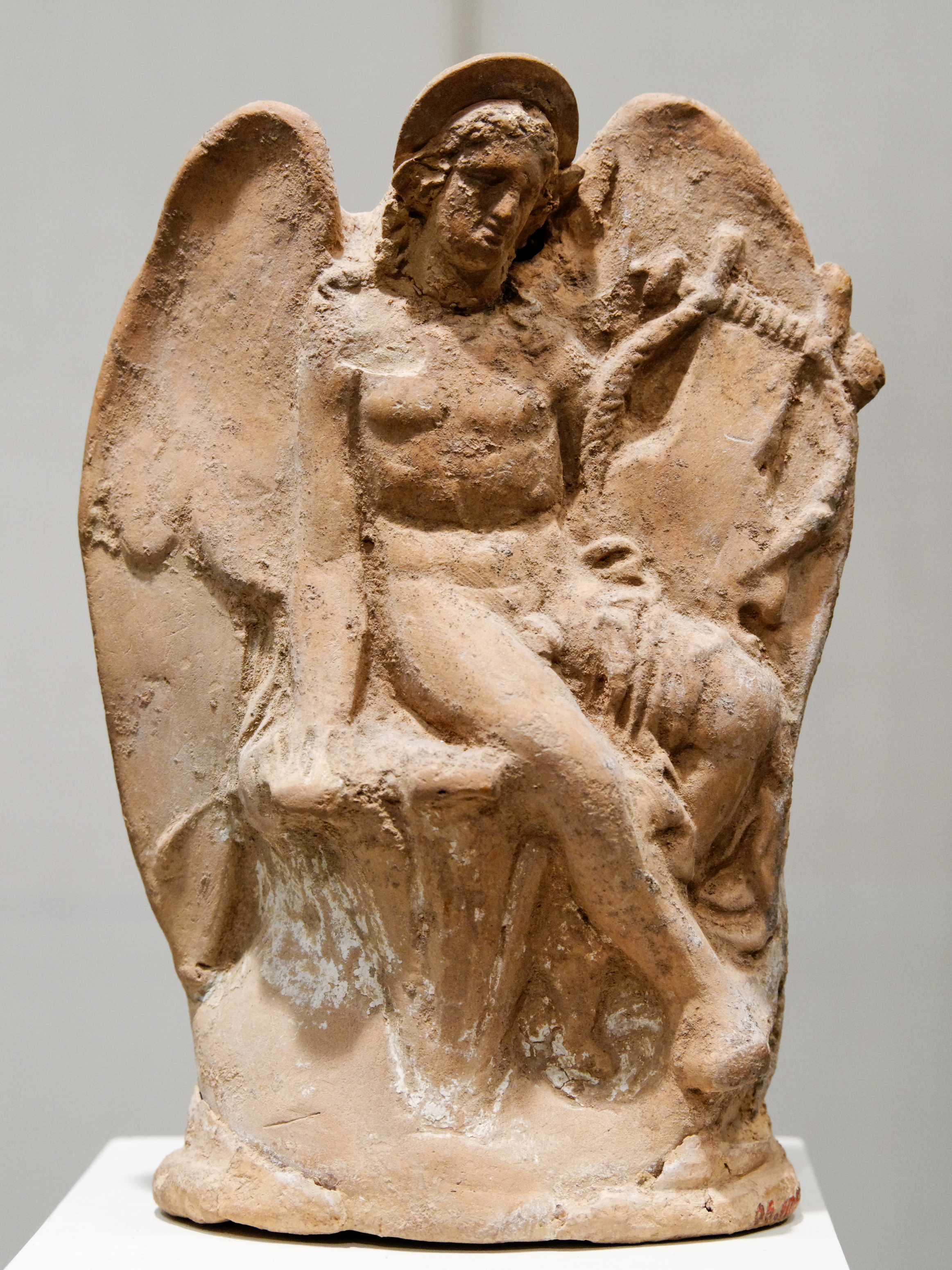
Eros em terracota (c.)

O historiador Will Durant conta que "o amor romântico existia entre os gregos, mas raramente determinava os casamentos". Foi assim que Homero registra que Agamenão e Aquiles tomaram para si Críseis, Briseis e Cassandra movidos por um apelo físico somente. Apesar dos antigos contarem de amores como o de Orfeu por Eurídice, o amor de que geralmente falam é o apetite sexual.
É uma exceção, assim, a história narrada por Estesícoro, onde uma donzela morre de amor; entretanto, Teano, esposa de Pitágoras, registrou que amor era "a doença de uma alma saudosa" - uma definição que em tudo se aproxima à visão romântica.
Daqueles primórdios a civilização evoluiu para além do mero desejo sobre o objeto amado, fazendo com que sobre ele também pairasse o sentimento da ternura: a poesia passou a ter mais espaço sobre o desejo; Sófocles declara, assim, que "o amor faz o que quer dos deuses" e Eurípedes proclama em várias passagens o poder de Eros.
Além dos poetas, dramaturgos falam com frequência de rapazes apaixonados por moças e Aristóteles diz de "amantes que olham nos olhos da amada, nos quais o pudor habita" - mas quase sempre em relações pré-nupciais, não no casamento propriamente: o romantismo era, para os gregos, um tipo de "possessão maligna", uma sandice, e ririam de quem usasse tal sentimento como meio de escolha para o casamento.
Assim, o matrimônio fazia-se antes pelo dote, escolhido por meio de profissionais casamenteiros; uma mulher sem dotes raramente se casava, e a instituição servia tão-somente à perpetuação da família e do estado. Tão pouco convidativo era o casamento que após Péricles o número de homens solteiros tornou-se um problema; em 415 a.C. a lei permitia casamentos duplos, e foi o que fizeram Sócrates e Eurípedes; as concubinas eram aceitas.

#### O mito de Eros

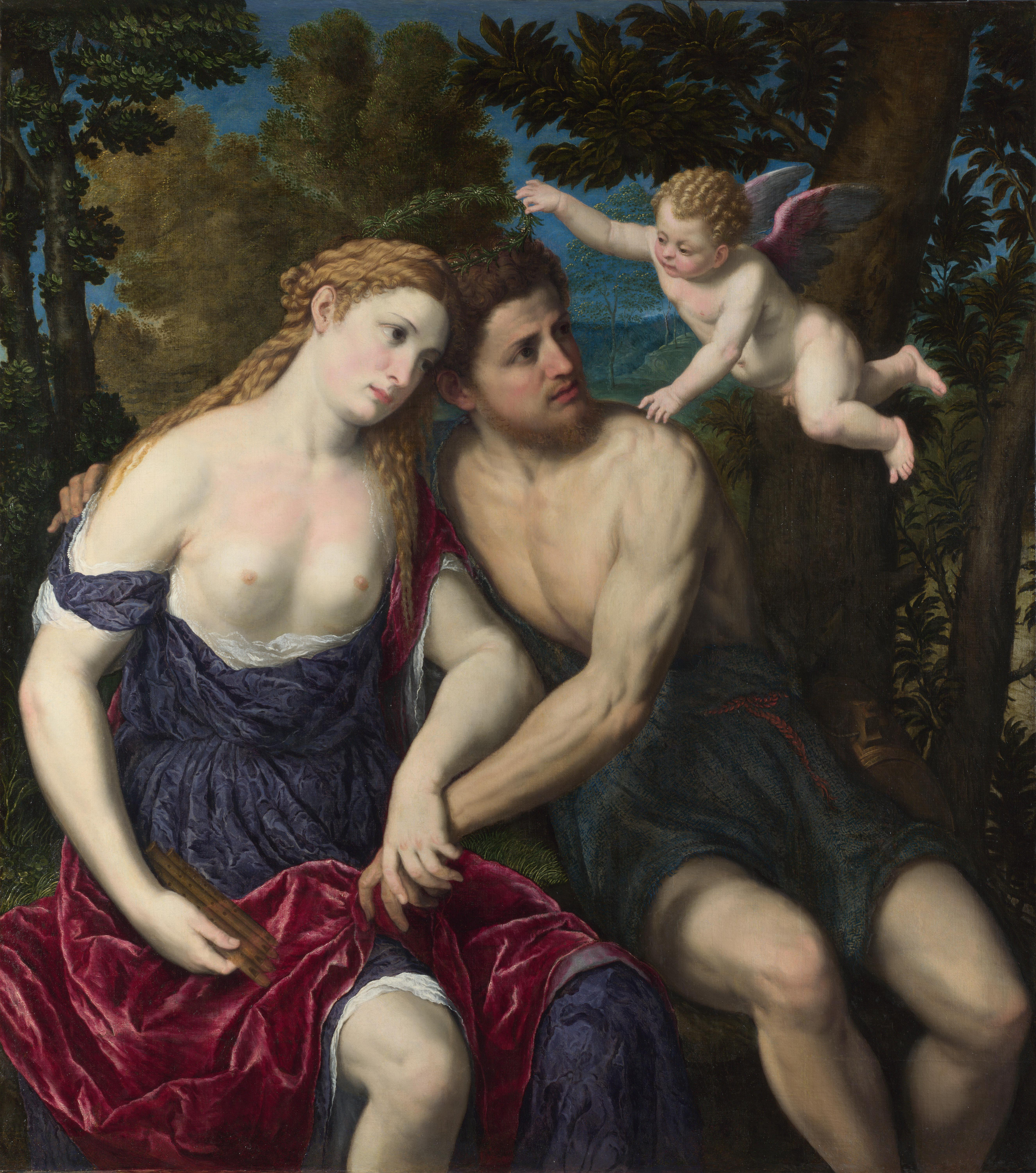
De um deus cósmico, o mito de Eros (Cupido para os romanos) evoluiu para um menino travesso.
Paris Bordone, National Gallery.

Ausente na obra de Homero, apenas com Hesíodo que o deus surge, em meados do século VIII a.C., com grande destaque em sua obra; Eros era um deus objeto de adoração em Téspias, na Beócia, terra natal do poeta - embora somente como elemento de fecundidade para o gado e no casamento. É em Hesíodo, portanto, que seu mito adquire universalidade, traduzido na sua obra Teogonia: dando encadeamento onde tudo teve uma origem, o poeta explica que no princípio tudo era o Caos e em seguida surgiram os deuses primordiais, Terra e a Procriação - "criador de toda a vida".
A partir da Procriação - Eros -, Hesíodo pode finalmente traçar uma genealogia das divindades gregas de forma sistemática, e não mais um universo de mitos separados. Eros, a Procriação, é a força de atração que viria a unir imortais e mortais entre si e uns com os outros; este caráter que o poeta lhe dá - de elemento de ligação - perpassa por toda a Teogonia, e como tal surgirá na obra de vários filósofos.
Na evolução do mito somente no período alexandrino o deus assume a forma de garoto travesso, um moleque que atormenta a vida de mortais e imortais: Eros vira o deus do amor, filho de Afrodite e Ares, deixando de ter suas dimensões cósmicas e é muitas vezes representado como um menino com asas, cujas flechas promovem as aventuras amorosas dos mortais.Platão faz-lhe está descrição e diz que: "Deita-se sempre por terra e não possui nada para cobrir-se, descansa dormindo ao ar livre sob as estrelas, nos caminhos e junto às portas. Enfim, mostra claramente a natureza da sua mãe, andando sempre acompanhado da pobreza. Ao invés, da parte do pai, Eros está sempre à espreita dos belos de corpo e de alma, com sagazes ardis. É corajoso, audaz e constante. Eros é um caçador temível, astucioso, sempre armando intrigas".
Entretanto, já no século II da era cristã, o poeta romano Apuleio constrói o mito de Eros e Psiquê (a "Alma"), pleno de alegorias - nele a alma encontra a felicidade somente no Amor e, perdendo-o, enfrenta qualquer empecilho para reconquistá-lo. Pelos séculos afora a estória inspirou variados artistas, desde Giulio Romano a César Franck.

#### O mito de Afrodite

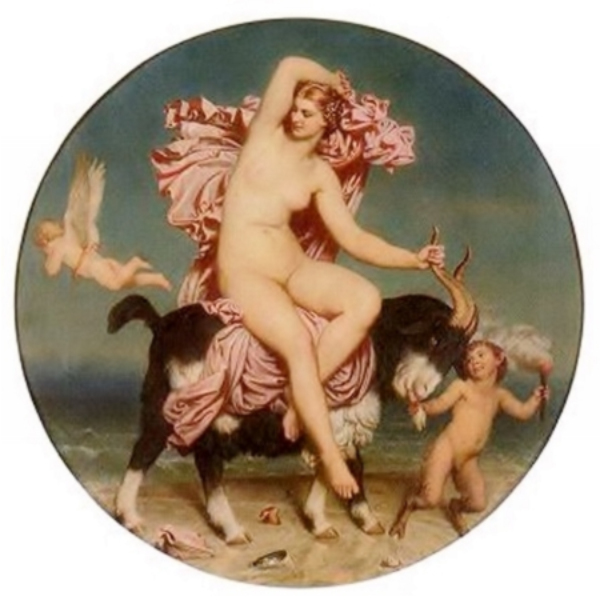
Alegoria de Afrodite Pandêmia. Charles Gleyre

Afrodite (Vênus, para os romanos) é a deusa do amor e beleza, cuja fama rivaliza com Eros que o mito atribuiu-lhe como filho. Eros representa o desejo de procriar e o ato amoroso, enquanto o campo de Afrodite é mais amplo e rico. De acordo com o autor Walter Otto: "Neste mundo, a ideia da essência e do poder divino não emana, como no caso de Eros do sujeito desejante, e sim do amado. Afrodite não é a amante, ela é a beleza e a graça risonha, que fascina. Nesse caso, o que vem primeiro não é o impulso de possuir, mas sim o encanto da aparência que leva de forma irresistível à união."
Afrodite possui duas origens distintas: de acordo com Hesíodo, ela teria nascido das espumas formadas pelos testículos de Urano decepados por Cronos, neste caso é chamada Afrodite Urânia - deusa dos amores etéreos, superiores, elevados; no outro seria Afrodite Pandêmia, filha de Zeus e Dione - deusa dos amores femininos, dos desejos incontroláveis, vulgares. Além de Eros, seria mãe de outros meninos alados do amor: Anteros, Himeros, Pothos que juntos eram chamados de Erotes e personificavam faces diferentes do amor.
Na Guerra de Troia, segundo a Ilíada, Afrodite é consorte de Ares, deus da guerra, ódio e violência, e sob sua influência toma parte nos conflitos; O amor dos dois simbolizava o conceito de "opostos se atraem" e a união ideal do homem e mulher grego: Ares representa a virilidade e por isto era perfeito para Afrodite que representava feminilidade. Na guerra, ela veio a ser ferida enquanto protegia seu filho mortal Eneias e por Ares socorrida - o que serviu de zombaria por todo o Olimpo; Zeus, rindo de sua desventura a aconselhara: "Não foste feita, minha filha, para os trabalhos da guerra: consagra-te aos doces trabalhos do himeneu"(Il. V, 428-429)

#### Filosofia e poesia gregas

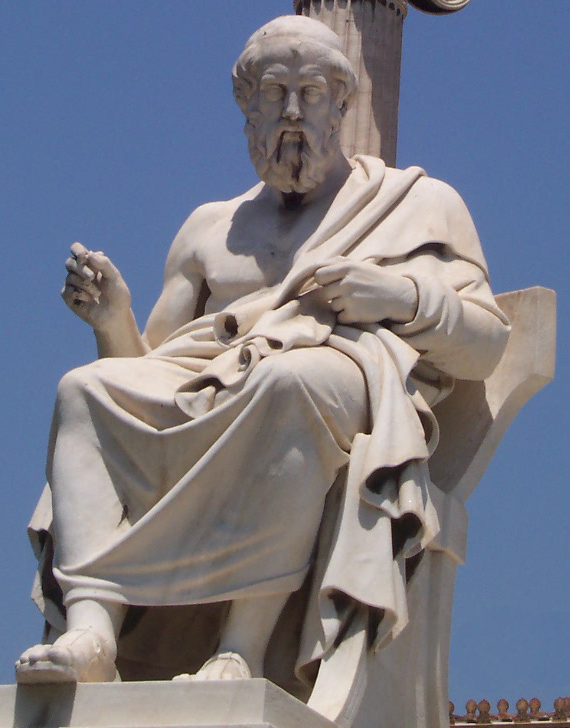
Platão foi o filósofo grego que mais se ocupou do amor

Influenciado por Hesíodo, Parmênides (século VI a.C.), no seu poema Sobre a Natureza, coloca Eros como intermediário capaz de unir elementos conflitantes como Luz e Noite, no fundamento do universo. Também Empédocles, falando da força de atração a que Hesíodo nomeia de Amor, dá-lhe grande importância; o universo é fruto de duas grandes forças que agem sobre os quatro elementos primordiais (água, ar, terra e fogo): de um lado atua a Philia, o Amor, que aproxima os diferentes e, do outro, Neikos, o Ódio, que aproxima os iguais (fogo de fogo, terra de terra, e assim por diante); agindo com isonomia, essas forças deixam o universo em permanente tensão, uma força compensando a outra, de tal forma que o universo apresenta ciclos em que num dado momento Philia exerce domínio e, reagindo, Neikos se desenvolve até atingir por sua vez o ápice e provocar a reação da força oposta, e assim sucessivamente. Foi Platão, contudo, o filósofo grego que mais dedicou-se ao Amor, a tal ponto que este se constitui mesmo no centro da construção de seu pensamento. Em O Banquete, ele apresenta a scala amoris ou "ascese erótica" como um dos caminhos em que a pessoa possa ascender ao plano das ideias - o mundo verdadeiro do qual o plano material seria uma mera imitação. Ali a figura de Eros é um conceito à parte para o Amor em geral e conduz a alma a contemplar a beleza partindo da beleza física até atingir a contemplação de todo o belo.
É neste diálogo que Platão apresenta a origem de Eros, em narrativa onde Sócrates o dá como sendo filho de Pênia - a Pobreza, e de Poros - o Recurso, gerado no dia em que o Olimpo comemorava o nascimento da deusa da Beleza - Afrodite, de quem o amor por isto seria eterno companheiro. E, herdando as características da mãe (a penúria) e do pai (a riqueza), terá sempre caráter duplo: a carência permanente e índole andarilha maternas, e a coragem e energia paternas que o tornam caçador esperto em sua busca do Belo e do Bom - e não apenas, será mortal e imortal, ora nascendo, enriquecendo e finalmente minguando e desaparecendo, para depois renascer. Da mãe o Amor não herdou sabedoria, senão a sede pelo conhecimento: Eros ama a Sabedoria. Também ali Platão coloca Aristófanes, célebre comediante, a engendrar a teoria de que na criação todos os seres humanos tinham formas duplicadas (com duas cabeças, quatro braços, etc.) mas, como castigo por haverem desafiado os deuses, foram separados e sofriam à busca de sua outra metade, levando então Zeus a criar Eros, que permitia aos homens encontrarem sua metade e, assim, amenizarem seu sofrimento.

### Idade Média

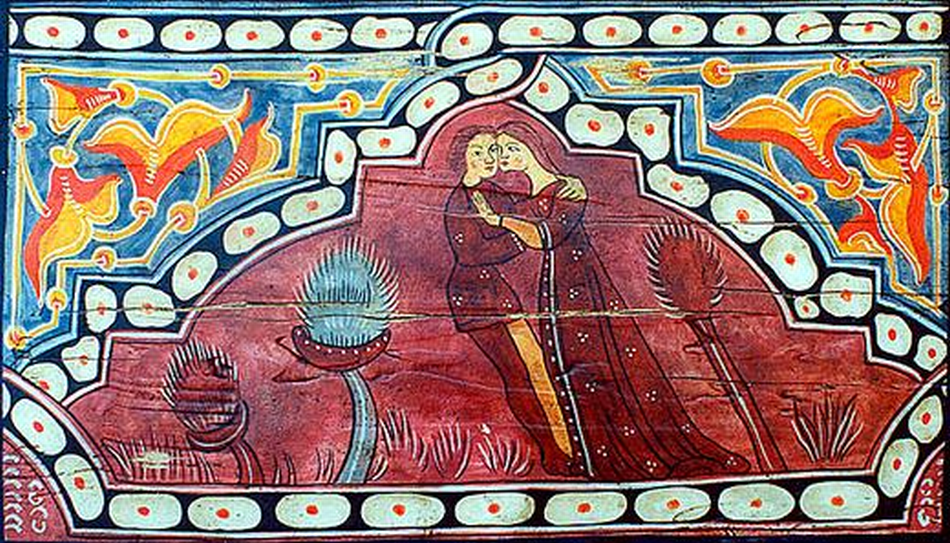
Amantes -Detalhe de pintura no teto do claustro do Mosteiro de Santo Domingo de Silos

Will Durant relata que a Idade Média viveu sob uma ética cristã que pregava ter nascido o homem do pecado (em 1150 Graciano dissera em seu Decretum - aceito não-oficialmente pela Igreja - que "Todo ser humano que for concebido pelo coito do homem com a mulher nascerá com o pecado original, ficará sujeito a impiedade e morte e será, portanto, um filho do ódio.").
Durant lembra que neste período os casamentos se davam muito cedo, e por motivos patrimoniais; cita o caso de Graça de Soleby, que casou-se aos quatro anos com um nobre que, falecendo, permitiu-lhe novo casamento aos seis anos e novamente aos onze - uniões estas que poderiam ser anuladas pois a idade núbil era de doze anos para a menina e de catorze para os rapazes.
Até a Igreja tornar o casamento um sacramento, bastavam os votos dos noivos; o adultério era frequente entre nobres que, tendo seduzido uma serva sem o consentimento desta, estaria livre do erro após pagamento de pequena multa; Thomas Wright chegou a dizer que "a sociedade medieval era profundamente imoral e licenciosa."
A despeito disto tudo, a visão católica da mulher prevalecia, tal como preconizara Crisóstomo: "um mal necessário, tentação natural, calamidade desejável, perigo doméstico, fascinação mortal, o próprio mal que se apresenta disfarçado" e Tomás de Aquino dava-lhe uma posição inferior à de um escravo: "A sujeição da mulher está de acordo com a lei da natureza, o que já não se dá com o escravo" - pois o homem, não a mulher, havia sido feito à imagem e semelhança de Deus.
O termo amor cortesão surgiu com Gaston Paris, no final do século XIX, para designar a forma de amar expressa nas canções dos trovadores do século XII da região de Languedoque, onde teria se originado. Suas regras teriam origem em Ovídio (no seu Ars Amatoria), na poesia árabe ibérica e no platonismo, embora guardem realmente caracteres do ambiente palaciano no qual se desenvolveu - e pressupõem uma série de normas que formam uma espécie de código a ser obedecido. Por este código o homem deveria demonstrar seu valor, sua coragem, para merecer da amada uma recompensa, que deveria ser razoável - pois a dama deveria obrigatoriamente a ela aquiescer, sob pena de ser tachada de cruel e desalmada. Havia, contudo, o componente de que o objeto do amor - a mulher amada - deveria ser inatingível, quer por a dama ocupar uma posição social mais elevada, quer por já se encontrar comprometida ou, mais raramente, até mesmo ser casada. Este seria o "verdadeiro amor", em contraste com o "falso amor", onde haveria falsidade nas declarações e na devoção, ciúmes indevidos ou inconstância nos sentimentos.
Da região de origem, no Languedoque, se espalhou ao sul até a Itália, e ao norte, em França, alcançando também a Portugal - onde é lapidar a obra Amadis de Gaula, de Vasco de Lobeira. Este era o livro de cabeceira de Dom Quixote, personagem de Miguel de Cervantes que veio a zombar desse amor ideal, e assim selar o fim da cavalaria e seus códigos morais; apesar disto as narrativas cavalheirescas perduram no tempo.

### Amor romântico

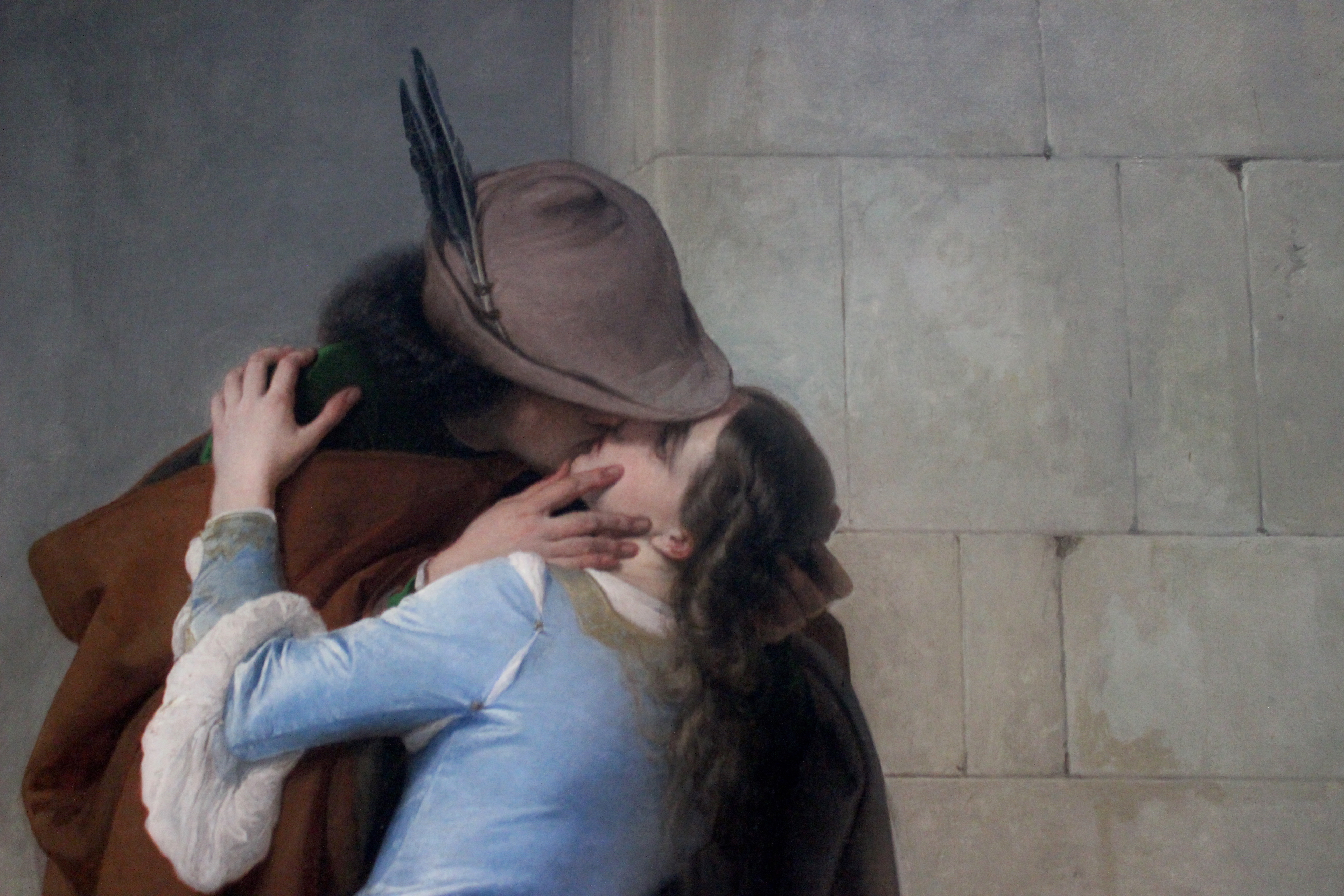
Detalhe de "O Beijo", do pintor romântico Francesco Hayez

Durante o romantismo o amor passou a ser o fator essencial da própria vida; nenhum outro período histórico teve o amor tão presente na literatura; o amor, suas angústias - "a paixão sobrepondo a razão, a insatisfação com a vida, o prazer no sofrimento, o arrebatamento da imaginação e o desejo de morte" sempre foram retratados nas artes - contudo, foram incorporados ao cotidiano dos românticos do século XIX.
Os românticos constroem um melancólico e nostálgico mundo imaginário, e trazem como principais características um distanciamento da realidade social, experiência da perda e procura pelo que se perdeu; a poesia e o amor se tornam a própria vida.
Em autores como Álvares de Azevedo esse estado de espírito melancólico leva ao paradoxo de aproximar o amor com a morte, também uma característica dos românticos, patenteados nos dois últimos versos do poema "Amor" deste autor brasileiro:
"Quero viver um momento,
Morrer contigo de amor!
O componente trágico do amor é então revelado: Eros se aproxima de Tanatos, a morte; o amor significa também sofrer; a dualidade se manifesta também na contradição entre a adoração e o prazer carnal; o romântico busca a plenitude dos sentimentos, quer ser possuído pelo amor e, não o conseguindo, experimenta o mais atroz sofrimento.
Para o Ocidente o amor romântico passou a ser o "amor verdadeiro"; deste modo selou de forma definitiva a ruptura com a visão então dominante do cristianismo de que o amor servia à procriação, e manteve em seu legado conquistas como o fato de que todos têm liberdade de escolha de seu parceiro, e ainda o ideal de que para o amor não devem existir barreiras.
Numa análise sociológica, Anthony Giddens pondera que o amor romântico teve dois impactos na situação feminina: serviu para colocar a mulher "no seu lugar" - o lar. Segundo o autor, por outro lado, o romantismo também estabeleceu um compromisso ao machismo da sociedade moderna, estabelecendo um vínculo emocional duradouro.

### Compreensão moderna do amor

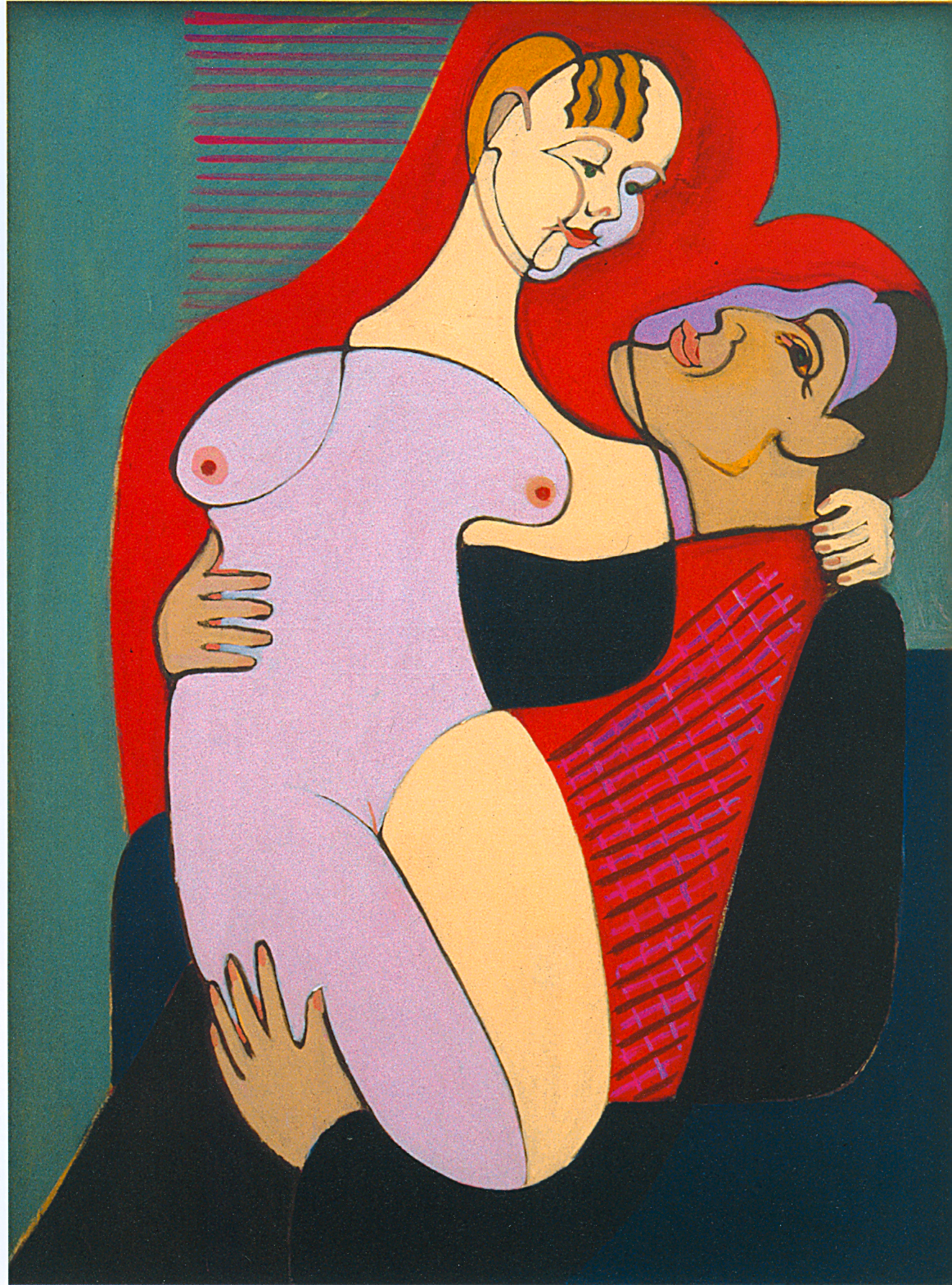
Grandes Amantes, pintura de Ernst Ludwig Kirchner

O século XX assistiu a uma preocupação teórica da compreensão do amor, sob as mais variadas óticas; Denis de Rougemont, ecologista suíço, publica em 1938 seu O Amor e o Ocidente, ganhando diversas traduções, análises, críticas, despertando polêmica.
A conselheira sentimental Betty Milan diz que sem o amor não existiria a vida, mas que o assunto nunca é tratado entre os homens, que falam apenas do sexo, ao passo em que o tema é comum entre mulheres - e isto porque elas são "marginalizadas", sendo então o amor é neutralizado na modernidade, em detrimento do prazer sexual; para esta autora, amor é uma paixão.
Erich Fromm constrói a seguinte definição: "O amor é uma força ativa no homem; uma força que irrompe pelas paredes que separam o homem de seus semelhantes, que o une aos outros; o amor leva-o a superar o sentimento de isolamento e de separação, permitindo-lhe, porém, ser ele mesmo, reter sua integridade. No amor, ocorre o paradoxo de que dois seres sejam um e, contudo, permaneçam dois."
O modelo ocidental capitalista, contudo, segundo Fromm, apresenta uma desintegração do amor na sociedade; o homem torna-se um ser alienado de si mesmo, de seus semelhantes e da natureza; no mundo feito de e para o negócio, torna-se um mero autômato - um ser incapaz de amar; em troca, o sistema oferece paliativos que diminuem esta sensação de solidão: o estímulo ao "espírito de equipe", o sexo visto como sinônimo de amor que, se apresenta disfunções, é passível de ser "solucionado" por meio de técnicas que resolvam estes "problemas".
Estudos recentes de psicologia social dão conta de que o amor romântico (heterossexual) é universal, ou quase universal: em 166 sociedades analisadas, foram encontradas referências ao amor romântico em 88,5% dos casos (canções, folclore, relatos de nativos ou de pesquisadores etnográficos).
Num outro estudo publicado em 2009 foi revelado que, enquanto pesquisadores e a mídia coloquem que o amor romântico tende a diminuir com o tempo, isto não é verdade: o amor romântico (com intensidade, envolvimento e interesse sexual) pode persistir num relacionamento longo, trazendo consigo benefícios saudáveis ao indivíduo, mesmo estando ausentes sentimentos percebidos no estágio inicial (como a euforia, por exemplo), com o fator benéfico de que desaparecem a ansiedade e insegurança; os estudos relataram também que quanto mais românticos eram os relacionamentos, maior o índice de satisfação.

### Era digital, pós-moderna

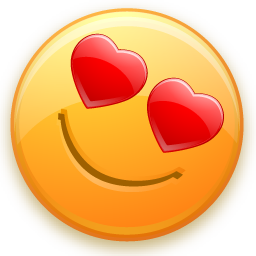
Emoticon para o amor

O mundo atual é fruto de rápidas transformações ocorridas após o final da II Guerra Mundial, que assistiu ao processo de emancipação feminina e seu controle da concepção, tudo isto levando a um estado individual de permanente crise derivada da insegurança diante das novas realidades que rapidamente surgem.
Neste contexto, as informações veiculadas pela mídia referem-se muito mais aos casos de violência e sexo do que propriamente ao relacionamento amoroso; por outro lado na propaganda o amor romântico é usado como plano de fundo para se vender de tudo, desde dentifrícios a seguros de vida.
Para Zygmunt Bauman vive-se uma era de "amor líquido". Pela internet os relacionamentos virtuais ganharam maior fluidez em comparação aos laços reais (pesados, lentos e confusos), onde sempre há a alternativa de "deletar" uma relação com o simples apertar de uma tecla; isto torna os compromissos irrelevantes, as relações não se fundamentam sobre a honestidade e é pouco provável que se sustentem; assim, se por um lado romper os laços é algo fácil, por outro não reduzem os riscos - apenas os distribuem de modo diferente.

## Religião
Segundo Roberto Mangabeira Unger "uma experiência religiosa fundada na dinâmica personalista da transcendência e do amor acaba subvertendo os privilégios e as exclusões étnicas, nacionais, culturais e de gênero, mesmo quando parece atribuir a essas distinções significados e valores religiosos." Para ele, no caso da Bíblia por exemplo, há duas raízes "subversivas": a primeira ao transcender o mundo real e a segunda é o impulso de tornar-se o indivíduo disponível aos outros.
Nas religiões, para a psicanálise, as pulsões (tendências permanentes, e em geral inconscientes, que dirigem e incitam a atividade do indivíduo) de amor e ódio convivem, muitas vezes levando à prática das ações mais violentas em nome do amor; esta convivência antagônica se faz patente nas religiões mais fundamentalistas. Assim é que, para Bion a religião separa, enquanto a mística une. Num outro sentido, as próprias religiões reconhecem que o "amor puro" está bem próximo da "luxúria".

### Hinduísmo

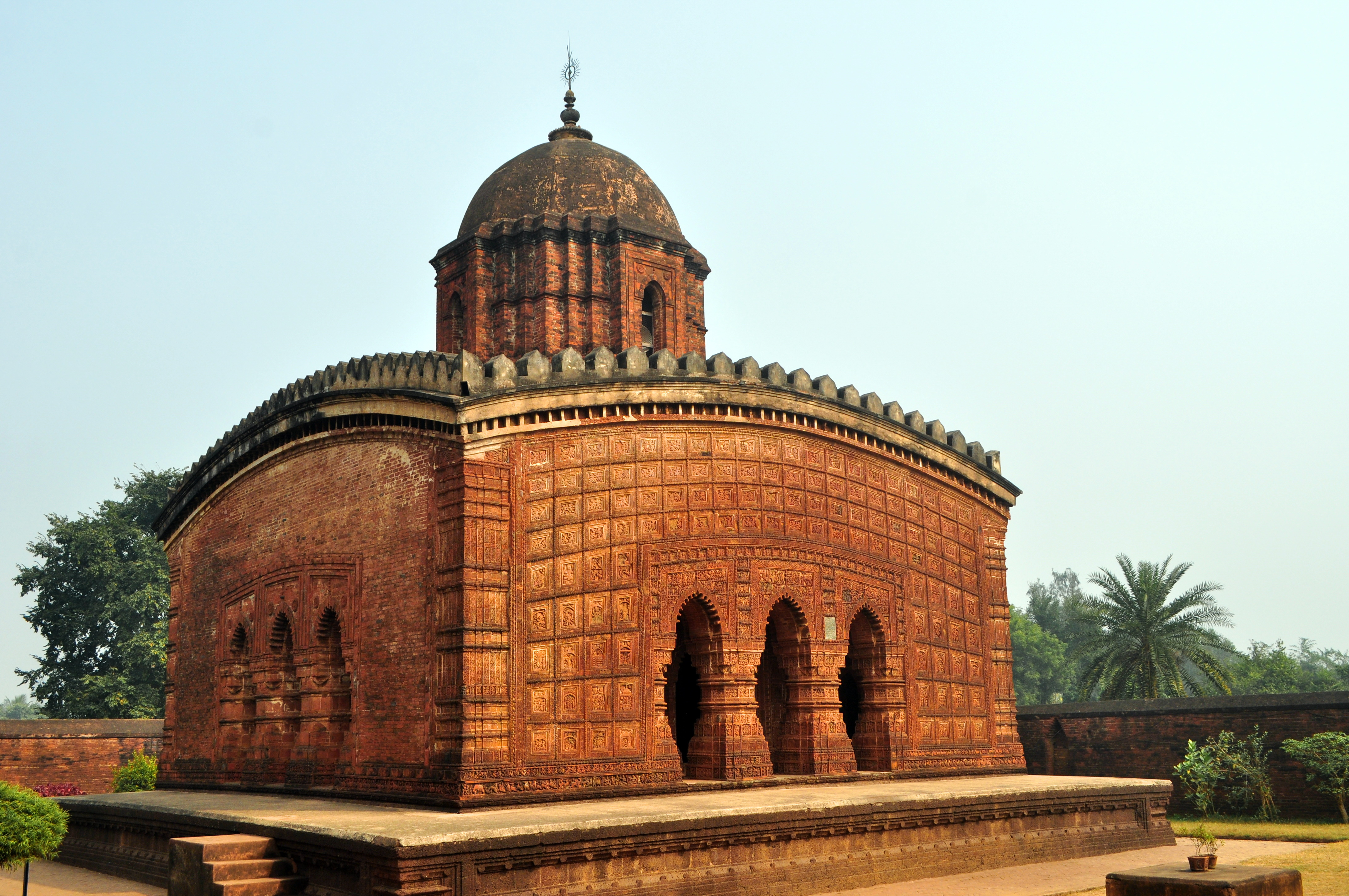
Templo indiano dedicado a

O hinduísmo moderno estabeleceu um culto centrado nas variadas manifestações de Críxena, especialmente em três delas que se tornaram as mais adoradas na Índia e Bangladesh: Rada Madana Moana; Rada Govinda Deva e Rada Gopinataji - sendo destes Madana Moana a divindade que "encanta todos os Cupidos", ou seja, o próprio deus do amor.
Segundo os seguidores do filósofo Caitanya (século XVI), Críxena é uma manifestação de Vishnu que demonstra que um deus pode ser visto e adorado como um amante - sendo esta relação com o deus a maior expressão que pode alcançar um devoto de sua vertente do hinduísmo.
Na antiga tradição hindu, expressa em vedas como o Bhagavad-gita, o homem deve procurar unir-se à divindade, por caminhos que passam por cada vez mais se libertar das coisas materiais e descobrir as espirituais - dentre elas a prática da caridade; em suma, muitas outras obras propõem os sentimentos passionais, como o impulso sexual, sejam sublimados em sentimentos devocionais.
Para essa religião o amor materno é a forma mais sublime e pura do amor, uma vez que a mãe doa ao seu filho sem dele esperar nada em troca; isto torna esta manifestação deste sentimento superior a todas as demais.

### Judaísmo

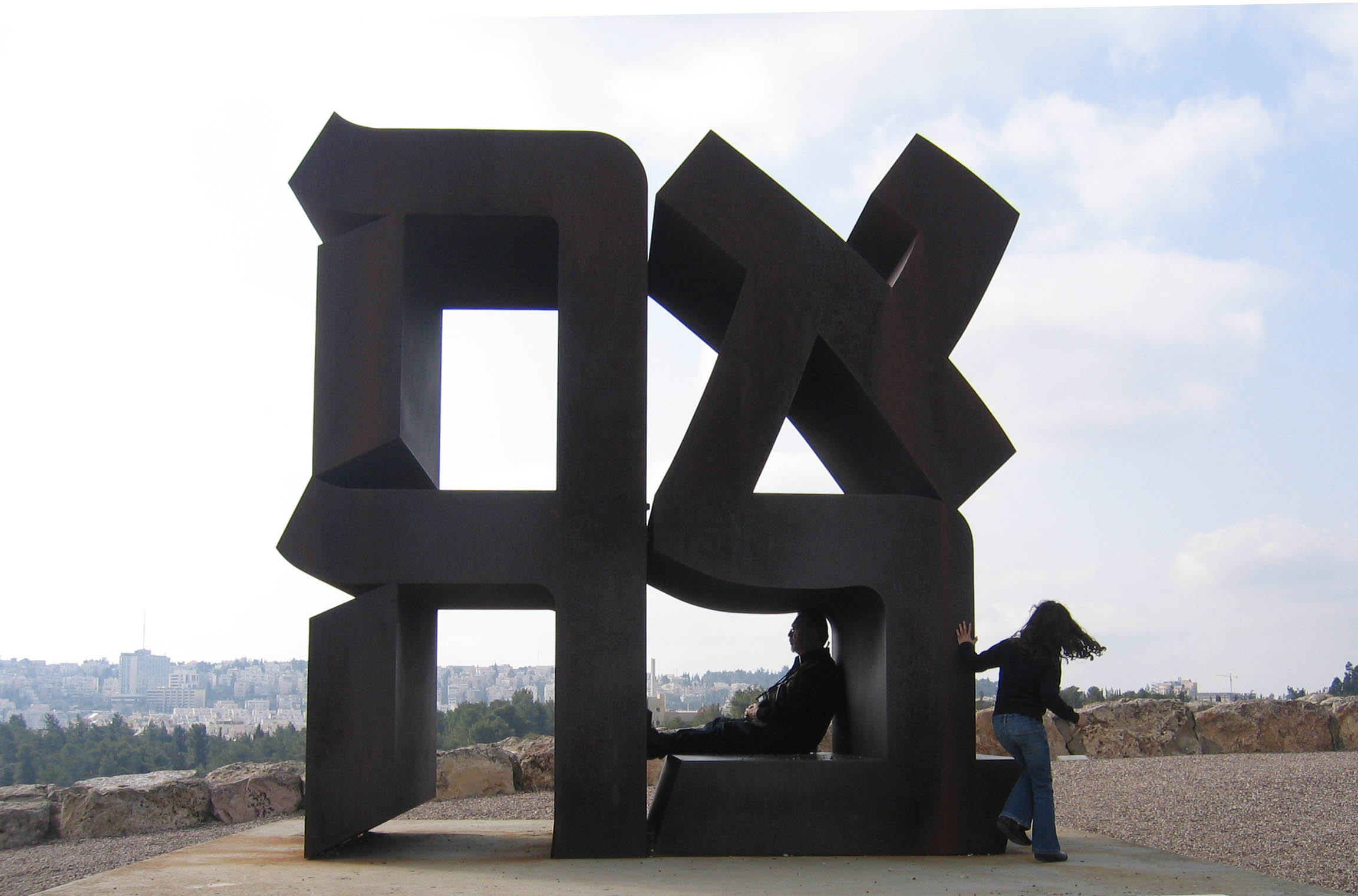
Escultura da palavra Ahavá, no Museu de Israel.

O amor tem sua obrigatoriedade definida no Levítico, 19:18 - "Tu não deves tomar vingança, nem conservar ira aos filhos de teu povo - mas deves amar ao seu vizinho (como alguém) a si próprio. Eu sou YHWH!" - Maimônides diz ser este um mitzvá pois, como está escrito, "amar seu próximo (como alguém) a si mesmo" impõe a necessidade de cantar seus louvores, e mostrar preocupação com seu bem-estar financeiro, como faria para o seu próprio bem-estar e como faria para sua própria honra - e qualquer um que se aproveita do seu próximo para se elevar não tem participação na vida futura; em contraposição, Nachmânides pondera que, embora seja um mitzvá, a condição de amar ao próximo como a si mesmo é demais para qualquer ser humano, e já o rabino Aquiba ensinava que "sua vida vem antes da vida de seu amigo"; ele remete ao preceito de amar ao estrangeiro como a si mesmo, também previsto no Levítico (19:33-34), relativizando o ensinamento, para desejar ao próximo todo o bem, sucesso e sabedoria.
No Shabat 31-A do Talmude Babilônico é narrada uma história onde um gentio procura Hilel, e lança-lhe o seguinte desafio: resumir toda a Torá durante o tempo em que conseguisse ficar em pé sobre um só pé; o sábio o repeliu, mas em seguida respondeu-lhe: "O que for odioso para ti, não faça ao teu próximo, esta é toda a Torá; o resto é comentário. Vá e estude-a!"
Para a guemátria o amor é essencial; a palavra ahavá (amor em hebraico) tem valor numérico 13, que equivale à metade do valor atribuído ao nome divino (26), de onde o rabino Haim Vital concluiu que a combinação do amor de duas pessoas (13 + 13) aumenta a presença divina entre elas - sejam elas cônjuges, amigos, pais, etc.

### Budismo
As três vertentes do budismo (teravada, zen e tibetano) conservam alguns pontos em comum, dentre os quais a visão sobre o amor, como expresso nesta citação do Digha Nikaya: "O ódio nunca poderá acabar com o ódio. O amor pode. Isso é uma lei inalterável".
A meditação é um caminho que leva à estima e amor para com todos os seres; o amor não pode se limitar, contudo, a um mero sentimento e sim tornar-se ação de auxílio e oferenda a deus; a compaixão, no budismo, difere da visão cristã - no sentido de que nesta ele é uma forma de afeto, algo que a doutrina de Buda rejeita, e sim num conceito de puro amor cristão, de humanitarismo e doçura.

### Cristianismo
O amor ocupa o centro do pensamento de Santo Agostinho, um dos Pais da Igreja; tal como em sua própria vida, ele divide o amor em dois: o amor sensual, "cupiditas", e o amor transcendental, que evolui do primeiro, que é mundano, para o segundo, pleno e divino; o amor, ainda segundo o padre de Hipona, para se manifestar no ser humano é preciso que este possua paixão, desejo e carência.
Na obra agostiniana vê-se clara influência dos textos paulinos, especialmente da sua Primeira Epístola aos Coríntios; ali, vê-se o amor (caridade) como a base mesma do ser: "Se não tiver amor, eu nada serei".

#### Protestantismo
As ideias de Calvino, segundo Max Weber, romperam com visões tradicionais da Igreja ao colocar valores como o amor acima da terrível justiça divina; segundo Colin Campbell “Essa revolução na crença preparou o caminho para uma revolução ainda maior, representada pelo Romantismo, que rejeitou ao mesmo tempo as doutrinas literal e histórica do Cristianismo, enquanto reteve uma crença tanto na bondade da humanidade como na espiritualidade que ligava a natureza do homem ao mundo natural”.

#### Espiritismo
Para a Doutrina Espírita o amor é uma das leis morais da vida, complemento da lei de justiça e imanente à caridade; Allan Kardec escreveu que "amar o próximo é fazer-lhe todo o bem que nos seja possível e que desejáramos nos fosse feito", a explicar a máxima cristã de "amai-vos uns aos outros como irmãos". Num plano mais amplo, considera como amor a força física da união, presente nos seres inanimados mais simples, evoluindo em gradação paulatina da sexualidade até a sublimação das emoções e, finalmente, no amor divino.

#### Testemunhas de Jeová
Para as Testemunhas de Jeová existe falta de amor no mundo; embora considerem o amor ao próximo algo essencial, ponderam que isto não se restringe a ser bondoso, e mais importante é o amor a Deus, manifesto na obediência aos seus mandamentos: o que se demonstra pelo estudo e aplicação da "Palavra de Deus" e pela reunião junto aos demais, em adoração.
Através da reunião dos fiéis este amor transpõe todas as barreiras - sociais, raciais e nacionais - de modo tão forte que distingue as pessoas como realmente diferentes das demais: uma das razões pelas quais deve o cristão se recusar a pegar em armas, nas guerras.
O mundo apresenta desregramentos e crimes diversos, propagados através de "falsos profetas" - que falam de suas próprias ideias em detrimento da "Palavra de Deus", resultando no aumento do número de divórcios, do sexo extra-matrimônio, aceitação da homossexualidade; seguir tais filosofias aumenta a falta de amor no mundo.

### Islamismo e crenças árabes

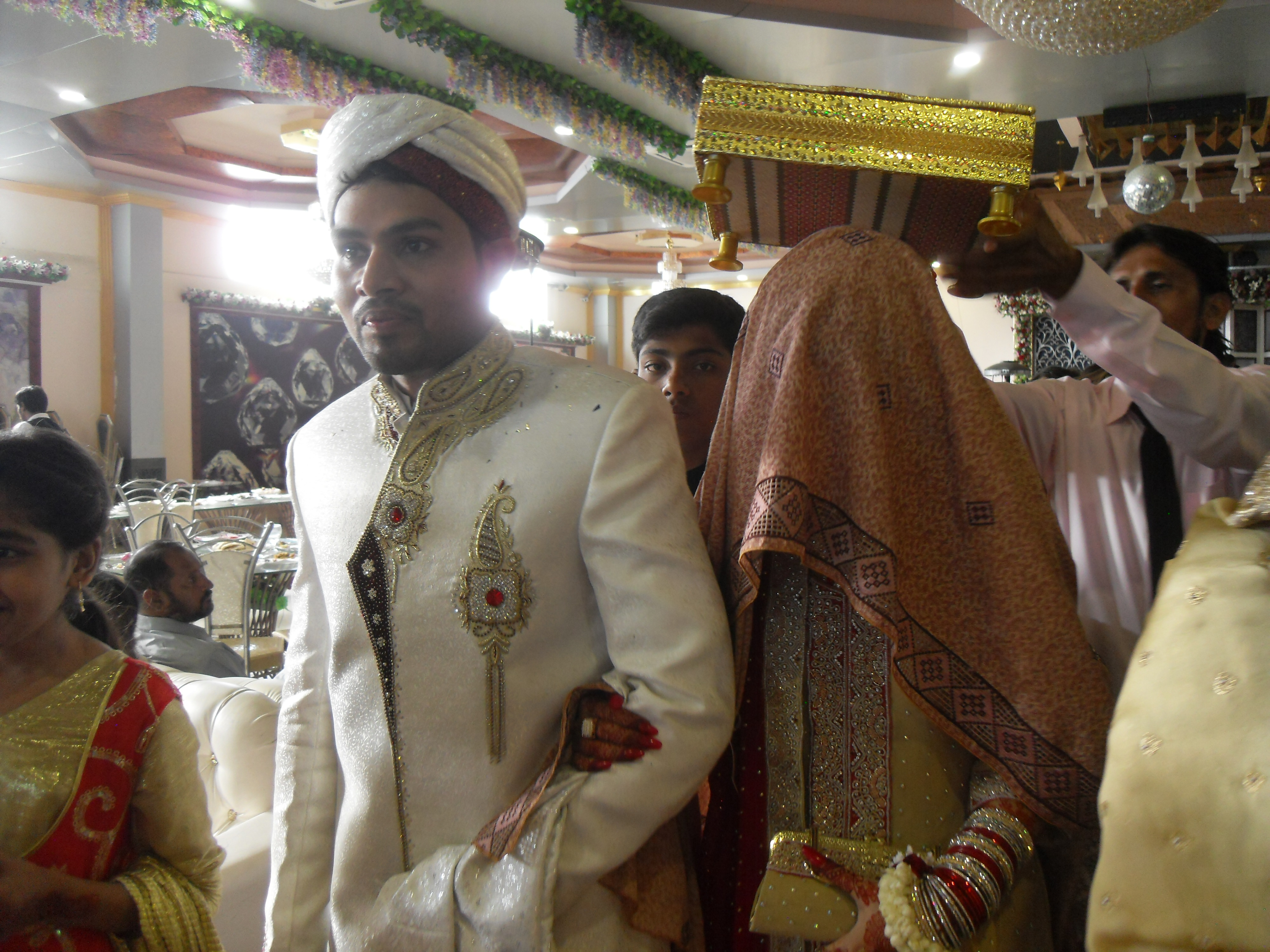
Na cultura islâmica o amor não é motivo para o casamento, ele vem depois

Para o Islã o amor está ligado ao ódio: não se pode amar a Deus (Alá) ou aos outros, sem com isto não odiar o mal. O amor humano distingue-se do amor divino, e este deve estar inerente à fé do indivíduo - está de tal forma impregnado na doutrina islâmica que constitui elemento essencial para a sua visão do mundo, nos aspectos teológicos, místicos e éticos.
Esta peculiar visão do amor prega que "a fé nada mais é do que o amor pelo amor de Deus, e ódio pelo amor de Deus" e que "foi por amor que Deus criou o mundo".
A compreensão da caridade, ou amor ao próximo necessitado, aproxima o Alcorão do Novo Testamento; nas escrituras do Profeta se lê (76: 8 e 9) que "E eles dão comida ao pobre, ao órfão e ao cativo por amor a Ele. [Eles dizem:] Só os alimentamos pelo amor de Deus. Não desejamos de você nem recompensa, nem gratidão", enquanto em Mateus (25: 31-46) se lê que, no dia do Juízo, Deus perguntará a cada um o que fizeram por Ele, e esclarece que estava em cada um que teve sede, e não deram água; estava doente, e não foram visitá-lo.
O Corão faz mais de oitenta menções ao amor ou seus sinônimos (carinho e afeto); Dentre os diferentes tipos de amor, há aquele que busca a satisfação dos desejos, que é temporal e carente de valor positivo; há, em contrapartida, o amor que tende à satisfação do espírito e sentimental, tal como o pregado pelo sufismo, e que cabe a um número reduzido de pessoas alcançar; finalmente há o amor ou afeto que tem papel familiar e humano, em que um dos aspectos é a obtenção da felicidade comum entre os indivíduos, as famílias e os grupos, bem como atingir a paz social - sendo portanto um tipo de amor permitido pela religião, pela moral e pelos costumes. Segundo o Imã Shamsuddin Ibnul Qayyem, "Existem vários tipos de amor. O maior e o mais virtuoso deles é o amor em Alá e para Alá. Isto requer amar o que Alá ama, e amar a Alá e ao Seu Mensageiro." Finalmente, para o Islã o amor precisa ser iluminado: a razão precisa estar no domínio pois, se o amor torna a pessoa negligente e parcial sobre o objeto amado, o amante fica "cego e surdo". Por isso que o amor sagrado precisa ser inteligente e perspicaz, o que só a razão permite ocorrer.
Ao contrário da cultura ocidental e cristã, o sexo dentro do relacionamento não é visto como algo pecaminoso - mas sim fruto de uma mais alta manifestação de alegria dos céus; os jogos sexuais (mula‘aba) no casamento são estimulados na obra de Maomé, e o estudioso Abdelwahab Bouhdiba afirma que “o amor muçulmano é um amor sem pecado, um amor sem culpa”. A despeito disto, um hádice atribuído ao Profeta diz que quando um homem e uma mulher se sentam juntos, Satã é o terceiro com eles - com isto o namoro ocidental como etapa de conhecimento mútuo é algo proibido, devendo ser supervisionado - e o amor romântico não é visto como algo inicialmente necessário para o casamento. Desta forma, num casamento, espera-se que o amor venha depois, com o conhecimento entre o casal.

### Outras definições religiosas
- Para a Seicho-no-ie, no dizer de seu fundador Masaharu Taniguchi, "Quando a sua vida cotidiana é regida pelo Amor, o homem vivifica a si mesmo e também as pessoas arredor. Isso porque Amor é Vida"; tal sentimento constitui-se na própria natureza divina do homem, um legado que Deus deu ao homem.[77]
- Para a Teosofia a evolução do homem em várias encarnações dá-se com o objetivo de alcançar o estágio no qual possa vir a tornar-se "a expressão do Amor divino aqui na Terra", para tanto vencendo os obstáculos do ego, com perseverança, de modo a atingir um grau no qual "se eleve ao ponto de tornar-se mais do que um homem; inabalável, alegre, radiante, que viva exclusivamente para os outros", na lição do reverendo Charles Webster Leadbeater.[78]

#### Umbanda, Candomblé e sincretismo afro-brasileiro

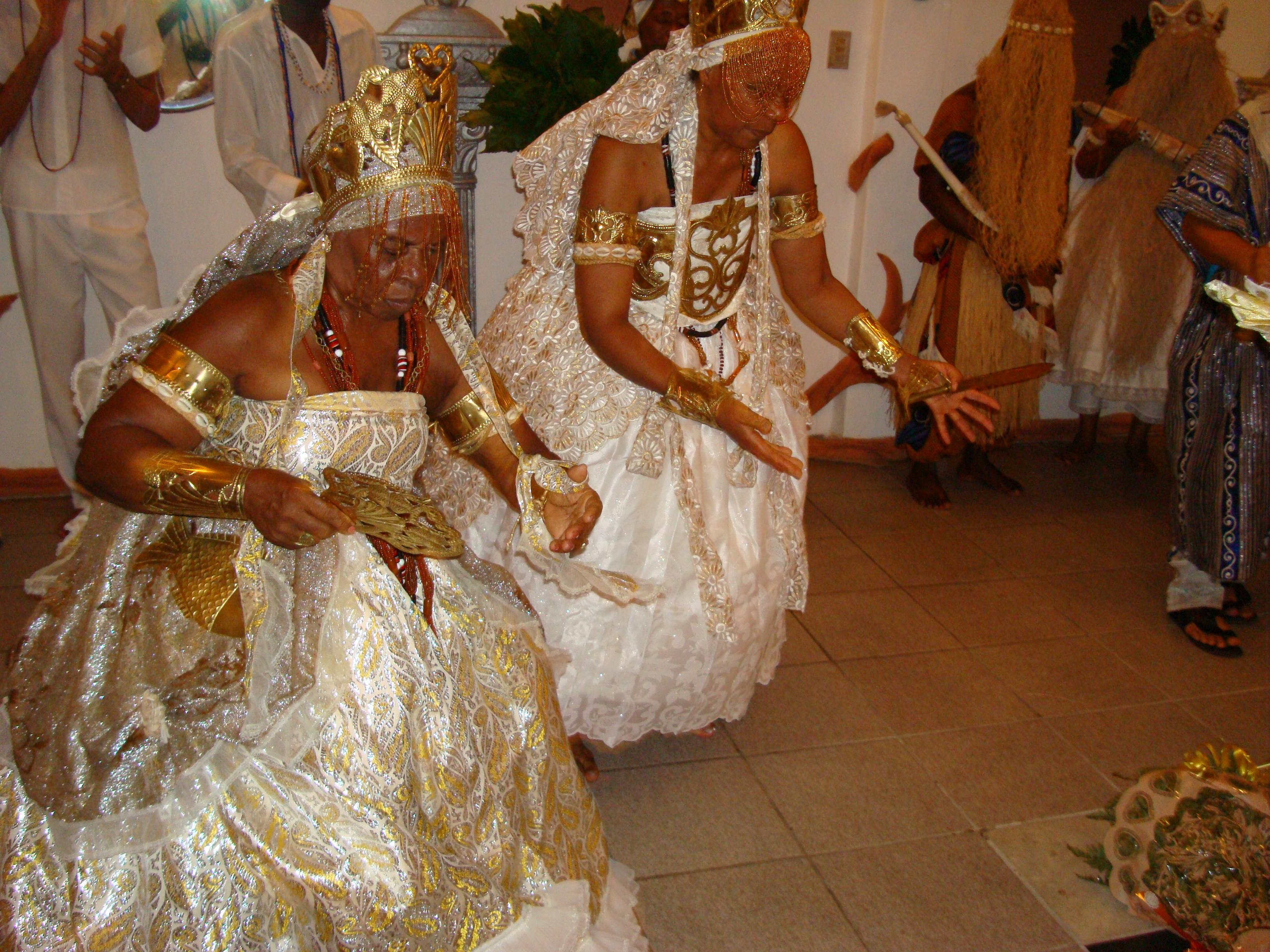
Duas alegorias de Oxum, no Candomblé

Para as religiões de matriz africana no Brasil (Umbanda, Candomblé e outras sincréticas), o amor é um dom que fora dado a Oxum pela divindade criadora de tudo, Olodumarê.
No Candomblé cada manifestação da natureza torna-se uma área sob domínio de uma figura dos Orixás, divindades que representam energia mas que, no imaginário social, assume formas humanas e seus gêneros masculino e feminino - de tal forma que Oxum será a deusa das águas doces, dona do amor e da fertilidade, personificada numa mulher de fartos seios, corpo escultural e dócil de caráter.
Para a construção sincrética do culto a Oxum ela é geralmente reverenciada como Nossa Senhora da Candelária; a sua comida típica é o ipetê, servido em ritual próprio do candomblé.
O hino da Umbanda canta que "É o reino de oxalá / Onde há paz e amor (...) Umbanda é paz, é amor / É um mundo cheio de luz".

## Filosofia
A discussão filosófica sobre o tema tem início no questionamento da "natureza do amor", levando-se em conta que o sentimento possua mesmo uma natureza (algo que sofre críticas, ao argumento de que o amor é algo irracional - como tal considerado por não poder receber descrições racionais ou de significado). Quando o termo não possui sinônimos no idioma, isto se resolve recorrendo-se aos termos gregos eros, philia e ágape (ver palavras gregas para o amor).

### Eros
É comum referir-se a eros (do grego erasthai) como um amor apaixonado e muitas vezes como sinônimo do desejo sexual (do grego erotikos). Mas em Platão este é o sentimento que procura o belo (Fedro, 249 E) e que é algo que nunca será satisfeito até desaparecer - embora todos devamos almejar uma imagem além daquela que temos, contemplando a beleza em si. Eros, assim, se relaciona com a busca da beleza ideal, da verdade; muitos são os que seguem a ideia platônica de que o amor erótico transcende ao desejo físico que, sendo comum aos animais, é inferior do que algo conduzido pela razão. O conceito de Amor em Platão é definido pela scala amoris, na qual o amante se eleva cada vez mais em degraus mais divinos e próximos da Ideia do Belo.

### Philia
Enquanto eros abarca desejo, a philia denota não somente amizade, mas a lealdade à família, à comunidade, ao trabalho, etc. Aristóteles (in: Ética a Nicômaco, Livro VIII) explica que é a ação que o agente pratica visando o bem de outro, ao invés de a si próprio; o filósofo exemplifica (in: Retórica, II 4) que "as coisas que fazem a amizade ser o que é: fazer gentilezas, fazê-las sem ser convidado, e não proclamar o fato de tê-las feito".
Aristóteles relaciona coisas que a amizade não comporta, como as brigas, fofocas, personalidade agressiva ou injusta, etc. Assim,a pessoa que melhor será capaz de produzir uma amizade, e portanto o amor, é aquela de caráter bom e digno; o homem racional é o mais feliz e, portanto, é capaz de produzir a melhor forma de amizade que, contudo, é muito rara pois supõe uma amizade entre duas pessoas boas, "iguais em virtude". O pensamento aristotélico reflete as amizades baseadas no prazer ou em algum negócio - ao cabo dos quais a amizade se dissolve, sendo portanto de uma menor qualidade; a forma mais elevada de amor, para este pensador, principia no amor a si mesmo pois, sem uma base egoísta, a pessoa não será capaz de estender simpatia e carinho aos demais. Não é algo voltado ao auto-prazer ou imediatista, mas sim fruto da busca pelo nobre e virtuoso; ele vai além, dizendo que um homem virtuoso merece ser amado pelos que lhe estão abaixo, mas não está obrigado a devolver um amor igual - criando assim um conceito elitista ou perfeccionista; a despeito disto, mister haja uma reciprocidade na amizade e no amor, não necessariamente igual (a exceção seria o amor dos pais, que podem envolver um carinho unilateral).

### Ágape
Ágape define o amor de Deus para com os homens, e dos homens para com Deus - sendo extensivo também para o amor fraternal a toda a humanidade; envolve elementos de eros e da philia, na medida em que procura por uma perfeição, uma paixão sem reciprocidade. Este conceito foi ampliado na percepção religiosa judaico-cristã, tal como está prescrito em Deuteronômio (6:5): "Amarás o Senhor teu Deus com todo o coração, e de toda a tua alma e com todas as tuas forças".
Agostinho de Hipona é um elo entre as ideias platônicas de eros e o ágape, pois como nele tal amor envolve paixão, admiração e desejos, que estão além dos cuidados e obstáculos terrenos. Tomás de Aquino, por sua vez, prende-se a tradição aristotélica da amizade, definindo Deus como o ser mais racional e, por conseguinte, o mais merecedor de amor, respeito e consideração.
Embora o amor universalista de ágape confronte o parcialismo de Aristóteles, Aquino coloca que há sim parcialismo quando devemos ser tolerantes com tudo; Kierkegaard, porém, não admite parcialidade no conceito de ágape. O próprio filósofo grego, em sua concepção, disse que "Não se pode ser um amigo de muitas pessoas, no sentido de ter amizade do tipo perfeito com eles, assim como não se pode ser no amor com muitas pessoas ao mesmo tempo (porque o amor é uma espécie de excesso de sentimento, e é da natureza disto que apenas pode ser sentida em direção a uma pessoa) ."

### Natureza do amor
Além dos conceitos acima, a filosofia se ocupa de várias noções acerca da natureza do amor; assim, uma visão epistemológica do amor envolve a filosofia da linguagem e teorias das emoções: se for meramente uma condição emocional está no âmbito da inacessibilidade por outra pessoa, a não ser pela expressão em palavras; já os emotivistas ponderam que quando alguém afirma estar amando o enunciado independe de outras declarações: é um enunciado não proposicional, sua verdade está além de qualquer exame.
Se o amor não possui uma "natureza" que possa ser identificável, podemos contudo questionar se temos a capacidade intelectual para compreendê-lo: o amor pode ser parcialmente descrito, ou insinuado, numa exposição dialética ou analítica, mas nunca compreendido em si mesmo. Neste sentido o amor está na categoria de conceitos transcendentais, aos quais os mortais mal podem conceber em sua pureza, como dizia Platão; deste filósofo derivam ainda outros pensamentos, como aqueles que defendem o ponto de vista em que o amor pode ser compreendido por algumas pessoas, mas não por outras; novamente se hierarquiza o amor - enquanto uns, iniciados, artistas, filósofos, o compreendem na sua pureza, outros possuem apenas a percepção do amor de desejo físico.

### Definições dos filósofos modernos
Em Spinoza tem-se que o amor era o elemento que conduz ao mais elevado grau de conhecimento ou seja, para este filósofo do século XVII, o amor leva o intelecto a Deus: segundo ele há três formas de saber - opinião, fé e conhecimento puro. Apenas neste último se percebe Deus - o conhecimento sobre o todo produz o amor verdadeiro, e este amor inevitavelmente leva a Deus. O amor, ainda, é uma força que determina o estado de felicidade ou de tristeza: "a felicidade ou infelicidade consiste somente numa coisa, a saber, na qualidade do objeto ao qual aderimos pelo amor.
Para Nietzsche amor e altruísmo são expressões de fraqueza e autonegação e, portanto, são sinais de degeneração; em seu pensamento a busca pelo amor é típica de escravos que, não podendo lutar por aquilo que querem, tentam consegui-lo por meio do amor.

## Ideologias políticas
O pensamento político trata o amor a partir de uma gama variada de perspectivas. Assim é que alguns veem o amor como forma de dominação social (onde um grupo - os homens - domina o outro - as mulheres); esta é uma concepção que se revela atraente para as feministas e os marxistas, que veem as relações sociais (e todas as suas variadas manifestações de cultura, língua, política, instituições) como a refletir estruturas sociais mais profundas que dividem as pessoas (em classes, sexos e raças).
A seguir um exemplo do que expressaram sobre o amor algumas das grandes correntes ideológicas:

### Anarquismo
Numa carta dirigida ao irmão Paulo (Pavel), em 1845, Bakunin declara:
Amar é querer a liberdade, a completa independência do outro; o primeiro ato do verdadeiro amor é a emancipação completa do objeto que se ama; não se pode amar verdadeiramente a não ser alguém perfeitamente livre, independente, não só a todos os demais, mas também e, sobretudo, àquele de quem é amado e a quem ama."
Para o anarquismo o casamento, a relação homem-mulher e a família devem ser dessacralizados; a experiência demonstra que monogamia é algo impossível, assim como a fidelidade; o anarquismo prega o amor livre (veja abaixo), onde o desejo vence as leis e os costumes: a pluralidade de afetos é um fato, pois o desejo obedece a uma ordem natural que antecede e está acima de todo mandamento social estabelecido.

### Nazismo
No nazismo, uma ideologia e estado nascidos da mente de um único homem - Adolf Hitler - sua ideologia parece toda ela impregnada de seu próprio complexo de Édipo; ali a Alemanha assume a figura da mãe, ao passo que o povo judeu assume da figura do pai sádico - imagem esta que se patenteia na leitura de seu livro Mein Kampf, e também em declarações e escritos de outros líderes.
Em sua obra, corroborando esta visão edipiana, Hitler clama por um "amor incondicional à mãe Alemanha"; isto significava, então, usar de todos os meios para protegê-la de ameaças, seja por um lado conquistando aliados para a sua causa, seja de outro imputando inimigos a serem combatidos; neste sentido, a construção individual da anomalia psicológica de Hitler moldou o estado alemão, numa ótica quase infantil que se aproxima do amor cortês, onde "o caráter é mais importante que o nascimento".
Isto se reflete ainda na visão determinista de Hitler, e ainda a abolir os sentimentos internos de remorso pois "a consciência é uma invenção do judeu". Esta ideia sobre o amor, consciência e remorso se encaixam na percepção de Nietzsche de que a sociedade deve ter uma "fundação e andaimes por meio dos quais uma classe seleta de seres pode ser capaz de erguer-se às suas mais elevadas funções e, em geral, à sua mais elevada existência."
O indivíduo deve anular-se e sentir-se parte de um todo, ao qual deve servir: a raça, o estado, e o líder que o representa; ao suprimir sua individualidade e amor-próprio, o indivíduo está pronto para matar e morrer em nome daquilo que o representa e ama: o Führer.

### Comunismo, socialismo e marxismo

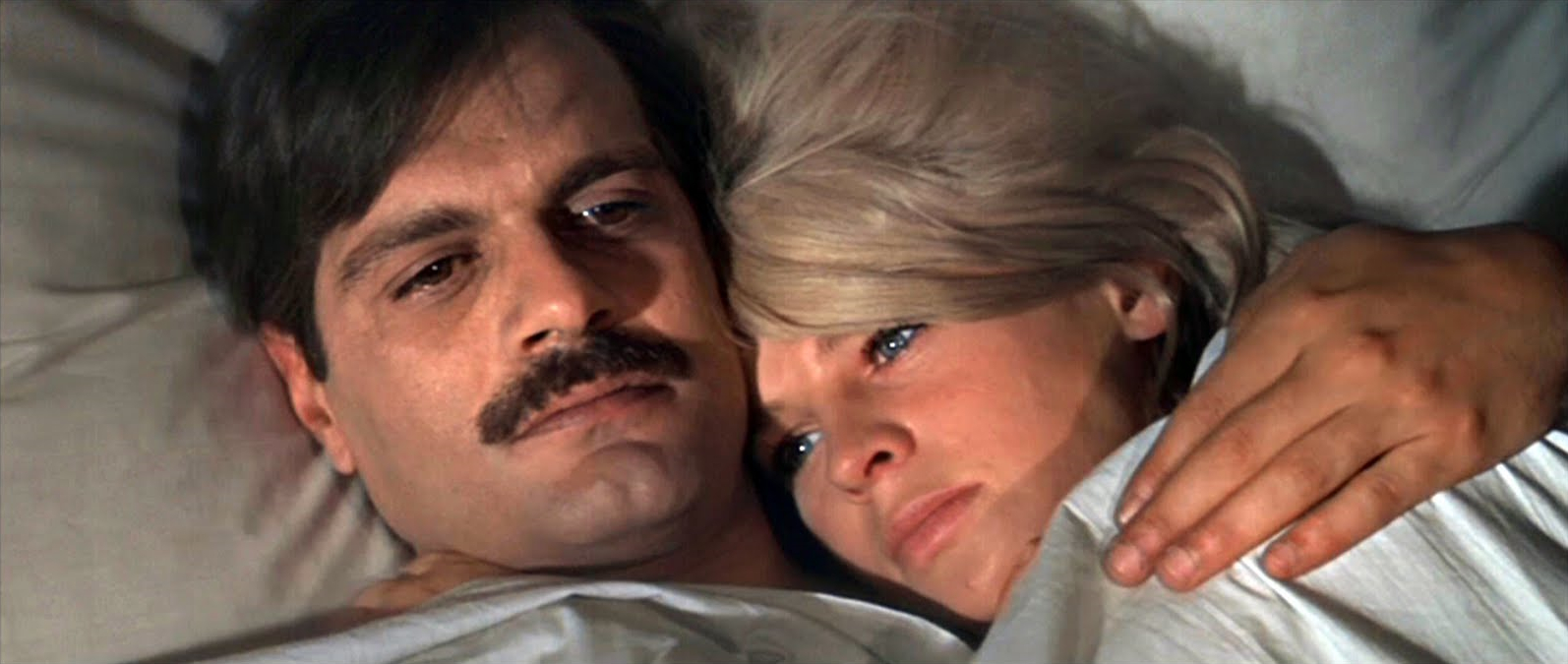
Cena de Dr. Jivago, romance que se passa na Revolução Russa, censurado pelos soviéticos por ser "individualista".

Para analisar o casamento, Friedrich Engels recorre às sociedades por ele ditas "primitivas", servindo-se especialmente das ideias de Lewis Morgan. Sua premissa, portanto, parte da descrição do que Morgan denominou "casamento sindiásmico", de fácil dissolução; vendo o comunismo como modo originário da vida nos estágios iniciais da evolução humana, Engels propõe que o casamento por interesse foi uma invenção dos gregos, e contrário às formas comunistas verificadas originalmente; a monogamia foi um progresso moral que a sociedade experimentou, naquilo que chamou de "o amor sexual individual moderno, anteriormente desconhecido no mundo."
Engels ressalva: "Mas se a monogamia foi, de todas as formas de família conhecidas, a única em que se pôde desenvolver o amor sexual moderno, isso não quer dizer, de modo algum, que ele se tenha desenvolvido de maneira exclusiva, ou ainda preponderante, sob forma de amor mútuo dos cônjuges. A própria natureza da monogamia, solidamente baseada na supremacia do homem, exclui tal possibilidade. Em todas as classes históricas ativas, isto é, em todas as classes dominantes, o matrimônio continuou sendo o que tinha sido desde o matrimônio sindiásmico, coisa de conveniência, arranjada pelos pais. A primeira forma do amor sexual aparecida na história, o amor sexual como paixão, e por certo como paixão possível para qualquer homem (pelo menos das classes dominantes), como paixão que é a forma superior da atração sexual (o que constitui precisamente seu caráter específico), essa primeira forma, o amor cavalheiresco da Idade Média, não foi, de modo algum, amor conjugal. Longe disso, na sua forma clássica, entre os provençais, voga a todo pano para o adultério..."
Para ele o casamento monogâmico na burguesia de sua época tinha duas variantes: na católica, que não admitia o divórcio, o casamento era arranjado; no protestante, dentro de sua hipocrisia, o amor era até admitido como motivo para o casamento, desde que entre pessoas da mesma classe; o amor sexual só seria uma possibilidade, em seu tempo, entre o proletariado.
Conclui que modernamente se pode encontrar a seguinte situação: "Nosso amor sexual difere essencialmente do simples desejo sexual, do eros dos antigos. Em primeiro lugar, porque supõe reciprocidade no ser amado, igualando, nesse particular, a mulher e o homem, ao passo que no eros antigo se fica longe de consultá-la sempre."
Karl Marx assim se expressou sobre o sentimento: "Se amas sem despertar amor, isto é, se teu amor, enquanto amor, não produz amor recíproco, se mediante tua exteriorização de vida como homem amante não te convertes em homem amado, teu amor é impotente, uma desgraça." Por outro lado, também afirmou: "Mas o amor é materialista, não-crítico e não cristão (...) [é] egoísta porque é a sua própria essência que um procura no outro."
A primeira experiência legal de amor livre ocorreu quando, após a Revolução Russa de 1917, foi aprovado no ano seguinte o Código do Casamento, da Família e da Tutela que procurava tratar de forma igualitária homens e mulheres e abolindo a ligação dos conceitos de família ao casamento; um dos efeitos inesperados foi uma total exploração das mulheres pelos homens - uma vez que estes se viram livres das obrigações para com elas, ao passo em que elas se mantinham presas à procriação. A ideia de união livre fracassou, segundo a historiadora Wendy Goldman, porque "a lei nascida da tradição do socialismo libertário estava dolorosamente em contradição com a vida", pois as mulheres ainda eram demasiadamente dependentes dos homens.

#### Neo-marxismo
Na década de 1930 os comunistas de Cambridge propunham a eliminação do amor; proclamavam, no dizer de Eric Hobsbawm, que... “Nós, que queríamos preparar o terreno para a bondade, não podíamos ser bondosos” - isto porque numa revolução, que separa, jamais poderiam admitir o amor, que une.
Numa percepção dialética do marxismo, o amor possui uma base ontológica que, contudo, na sociedade mercantil, assume o caráter de fetiche, tornando-se ele próprio uma mercadoria.
Raoul Vaneigem, um dos principais pensadores da Internacional Situacionista do final da década de 1960 disse que "Aqueles que falam de revolução e luta de classes sem se referirem à vida cotidiana, sem compreenderem o que há de subversivo no amor e na recusa das coações, esses têm na boca um cadáver."

### Positivismo
Ideologia que misturava política e religião preconizada por Auguste Comte no século XIX, o positivismo trazia por lema "o amor por princípio, a ordem por base e o progresso por fim"; a visão do amor, contudo, era intimamente ligado à produção de indivíduos comprometidos com o estado e a sociedade nos moldes de suas ideias e não, propriamente, ao sentimento; neste sentido, por exemplo, à mulher cabia o papel de amar e educar os filhos para servir à comunidade, amar os semelhantes e, finalmente, o amor aos superiores - tudo voltado para a manutenção da ordem, em total submissão ao marido e ao estado; de igual forma as crianças deveriam ser educadas para o patriotismo, a moral e o caráter, sendo peça chave o amor à pátria.

## Sociologia
Para a sociologia o amor tem interesse na medida em que é um dos motivos para a constituição da família, do casamento; dentre as teorias destaca-se a de Franz Müller-Lyer que indicou como principais motivos para a união matrimonial: a necessidade econômica, o desejo de procriar e o amor - evoluindo estes motivos das sociedades mais primitivas, passando pelas antigas, até a sociedade moderna onde a mais importante razão da união familiar está no amor.
Para Stevi Jackson a institucionalização do amor no casamento e sua representação na ficção romântica têm sido o foco de atenção considerável por estudos da sociologia e do feminismo, enquanto o significado cultural do amor como uma emoção tem sido negligenciado.
Arlie Russell Hochschild, contudo, é uma das que procuraram consolidar os estudos da sociologia das emoções como um novo campo dentro desta ciência social; para ela o mundo evoluiu com base em dois códigos emocionais - o masculino e o feminino; o primeiro foi dominante e assimilado pelas mulheres que, em contrapartida, encontram os homens ainda a demorar a assimilar as regras do código feminino. Isto resulta numa situação em que as mulheres trabalham, os companheiros também ficam longe de casa e os idosos cuidam de si mesmos ou são entregues a cuidados comerciais: um cenário onde o capitalismo acabou por competir também com a família (especialmente no tradicional papel de mãe e esposa), tornando-a cada vez mais mínima. Neste contexto, o amor acaba sendo diminuído nas relações: a intimidade nos tempos atuais está distante de representar o relacionamento puro e o amor, nas relações entre os gêneros.

## Psicologia
Erich Fromm faz uma crítica sobre a percepção de Freud sobre o amor, que para este seria uma mera expressão, ou sublimação, do ato sexual; em sua linha materialista fisiológica, o erro de Freud se aprofunda, segundo ele, ao ver no instinto sexual uma tensão química endógena dolorosa, que busca alívio; o sentimento então, tal qual necessidades fisiológicas como sede ou fome, leva o indivíduo a buscar o alvo do desejo sexual para a remoção dessa tensão incômoda e, enfim, à satisfação sexual, quando o consegue - onde a masturbação seria o ideal dessa saciedade. Embora a importância dada ao sexo por Freud tenha sido objeto de muitas críticas, Fromm assinala que isto foi necessário para a sociedade de 1900, mas já estava superado cinco décadas depois; e que a maior falha do criador da psicanálise foi, ao contrário, não compreender o sexo com a profundidade necessária.
Jung dizia que "o amor é como Deus: ambos só se oferecem a seus serviçais mais corajosos."
Para Raul Mesquita o amor é um sentimento, em geral duradouro, para com outrem ou em face de um certo objeto que, para alguns psicólogos, está mais afeito à poesia do que à psicologia.
O psicólogo Robert Sternberg propõe um teoria triangular do amor, onde existem três componentes que determinam a forma e quantidade de amor existente numa relação: primeiro, o grau de intimidade, que engloba os sentimentos de proximidade, conectividade, e ligação experimentadas no relacionamento amoroso; segundo, a paixão presente, que reúne elementos que levam ao romance, atração física e consumação sexual; e, em terceiro, a decisão ou compromisso existente - a curto prazo, a decisão que se toma de amar o outro e, a longo prazo, o compromisso em manter esse amor.

## Direito
A visão tradicional é de que o amor não está afeito ao Direito ou aos fatos jurídicos. Numa célebre decisão do Ministro do Superior Tribunal de Justiça brasileiro, Ruy Rosado de Aguiar, este cita uma passagem onde dois grandes nomes da ciência jurídica do século XX se debateram, concluindo:
"Kelsen, reptado por Cossio, o criador da teoria egológica, perante a congregação da Universidade de Buenos Aires, a citar um exemplo de relação intersubjetiva que estivesse fora do âmbito do Direito, não demorou para responder: "Oui, monsieur, l’amour". E assim é, na verdade, pois o Direito não regula os sentimentos. Contudo, dispõe ele sobre os efeitos que a conduta determinada por esse afeto pode representar como fonte de direitos e deveres, criadores de relações jurídicas previstas nos diversos ramos do ordenamento, algumas ingressando no Direito de Família, como o matrimônio e, hoje, a união estável, outras ficando à margem dele, contempladas no Direito das Obrigações, das Coisas, das Sucessões, mesmo no Direito Penal, quando a crise da relação chega ao paroxismo do crime, e assim por diante."
Num claro exemplo do alheamento do amor pelo direito tem-se que as constituições modernas não o citam, com exceção da controversa Constituição da Hungria, promulgada em 2012, em cujo preâmbulo se diz "Nós sustentamos que a família e a nação constituem a base estrutural de nossa coexistência e que os valores fundamentais de coesão consistem na fidelidade, na fé e no amor."
Pensamento diverso pode ser encontrado, a exemplo do que defende o jurista Bernardo M. Varjão de Azevêdo para quem a dissociação do amor ao direito decorre da visão predominantemente juspositivista e que, para ele, este sentimento é o fundamento da própria ciência jurídica; há, também, o jurista Luís Alberto Warat, que entende o próprio direito como "expressão do amor".

## Particularidades culturais
Algumas peculiaridades culturais sobre o amor:
- Na China, talvez em decorrência dos ensinamentos de Confúcio ou pela influência do comunismo, os pais são praticamente incapazes de dizerem "eu te amo" (Wo ai ni) aos próprios filhos; em vez disto, manifestam seus sentimentos através de ações comuns, como dar-lhes a melhor porção de carne no almoço; a forma como os pais educam seus filhos evita que manifestem-se-lhes expressões positivas, como a declaração de amor. Um vídeo feito pelo canal de televisão Anhui levou universitários a ligarem aos seus pais e dizerem-lhe "eu te amo" - obtendo respostas como "você está bêbado?" ou "você está grávida?".[107][108]
- No Japão existem duas palavras para expressar o sentimento amoroso: "ai" （愛）e "koi" （恋）; ambas refletem nuances do sentimento, que podem ser vistos na composição de outras palavras tais como aidokusho 愛読書 (livro favorito), aijin 愛人 (amante), aijou 愛情 (amor, afeto), aikenka 愛犬家 (cão amoroso) ou boseiai 母性愛 (amor de mãe, carinho maternal) - da primeira, e hatsukoi 初恋 (primeiro amor), koibito 恋人 (namorado), koibumi 恋文 (carta de amor) ou koigataki 恋敵 (rival no amor), dentre outras; enquanto koi trata do amor por outro do sexo oposto, ou o sentimento em relação a uma determinada pessoa e pode ser traduzido como o amor romântico ou apaixonado, ai tem o mesmo sentido que koi, mas traduz um sentido mais genérico de amor - em resumo: koi está sempre querendo, enquanto ai está sempre dando; a junção dos dois termos forma a palavra renai (恋愛), e é escrita com os caracteres de ai e koi, significando "amor romântico" (renai, por sua vez, vem a compor outras palavras: renai-kekkon (恋愛結婚) é um "casamento por amor", que é o oposto de miai-kekkon 見合い結婚, casamento arranjado; renai-shousetsu 恋愛小説 é "história de amor" ou "romance").[109]

## Artes
Cada obra artística retrata o amor conforme sua época, sendo um testemunho de seu tempo; é o afeto mais ilustrado na arte, e sua representação começa pelos símbolos mitológicos (deuses, lendas), e também em traços culturais que remontam à mais remota antiguidade (que vão de imagens como as cruzes orientais, ao coração estilizado). Neste sentido, muitos são os que, através dos tempos, procuram retratar o amor; são "escritores, artistas, músicos e pessoas que não escrevem sobre, mas falam, mesmo sem saber concretamente o que estão dizendo. Descrevem o que sentem enquanto amam, são amados, e sentem o prazer do amor".

### Literatura
Os autores que vieram a tratar do amor, na literatura ocidental do século XVI (como William Shakespeare em seu Romeu e Julieta), tiveram por base as obras de Ovídio e de Petrarca - neste período floresceram os sonetos de amor.

#### Portugal

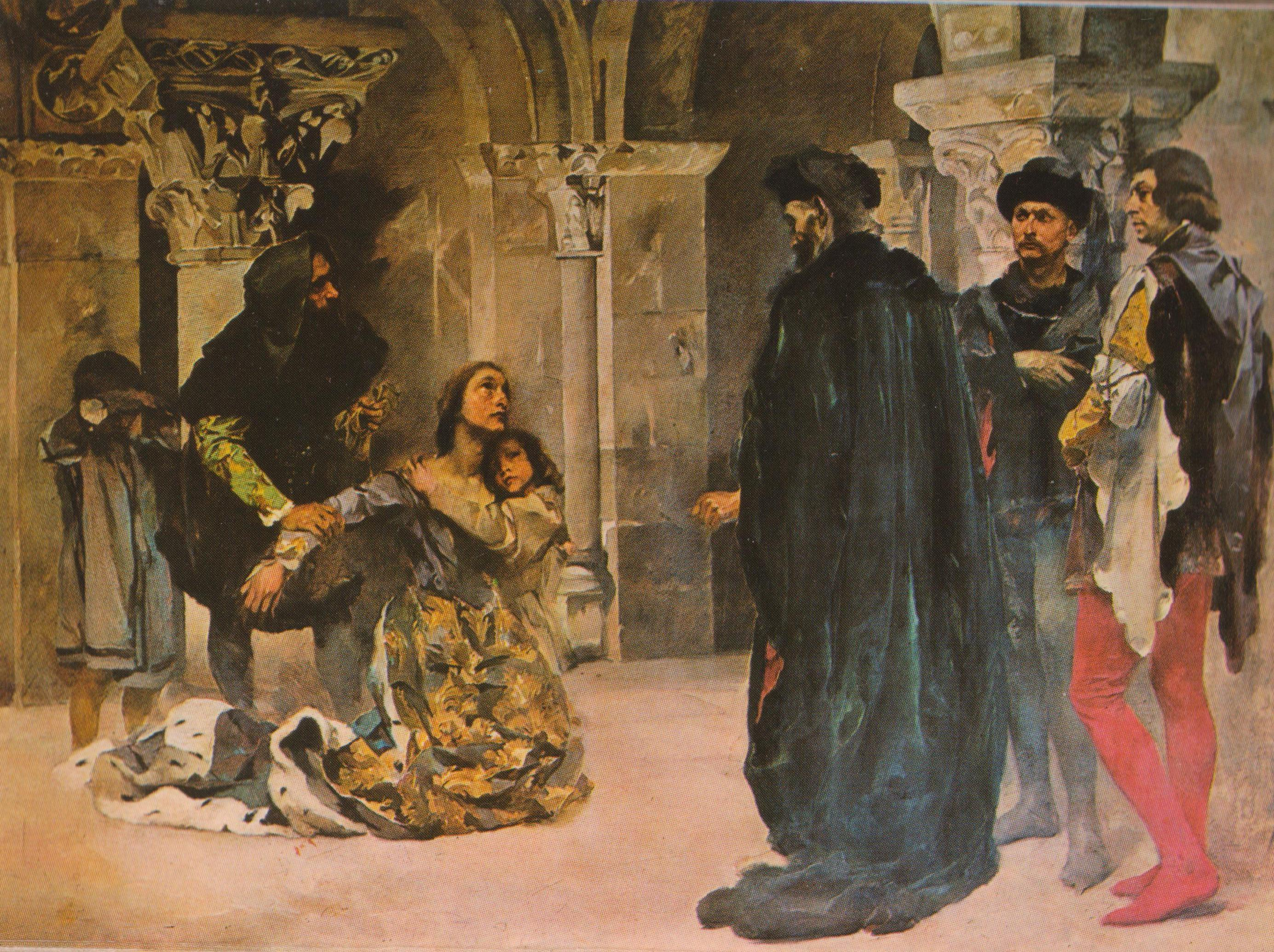
Drama de Inês de Castro por Columbano Bordalo Pinheiro. Inês de Castro foi vítima do amor com o herdeiro do trono.

Já na Idade Média, quando surge em Portugal sua literatura, tem-se a cantiga de amor, em que a mulher amada é retratada como um ser inatingível e perfeito, e como objeto de desejo inacessível, levando ao sofrimento.
Em Camões surge a própria Vênus e a "Ilha dos Amores", a seduzir os lusos às navegações; em Os Lusíadas, o poeta relata a história de amor-paixão entre Inês e Pedro; durante o romantismo o amor ocupa o centro das histórias, quase sempre avassalador e, se contrário às regras, também levando ao sofrimento como nas cantigas medievais; o modernismo surge para contraditar aquele amor-paixão, que passa a ser visto como algo doentio, sobrepujado pela racionalidade, encontrando seus expoentes em Eça de Queiroz e Fernando Pessoa.

#### Poesia
"Quem nunca escreveu uma poesia de amor?", pergunta Ricardo da Costa; os versos de amor surgiram na Idade Média, lembra ele, onde os poetas "derramavam suas lágrimas e seu sofrimento por amadas - acessíveis e inacessíveis" - de que foram exemplos Abelardo e Heloísa, Dante e Beatriz ou Laura, provável musa de Petrarca.
Numa ótica da psicanálise, Nadiá Paulo Ferreira diz que "os poetas sempre souberam que tudo que se diz sobre o amor revela apenas uma face dos seus mistérios"; neste sentido exemplifica com os versos de Fernando Pessoa que dizem: "Porque quem ama nunca sabe que ama/ Nem sabe por que ama, nem o que é amar...".
Fernando Pessoa e Miguel Torga trazem um amor que é um anseio no homem contemporâneo, unindo Eros a Psiquê, fruto antes de um "mergulho" em si mesmo para depois voltar-se ao objeto amado.
Paulo Leminski, ao comparar a poesia com a carta de amor, assinala que esta seria o oposto daquela por ter um destinatário certo; na poesia não se pode ter um destinatário conhecido: o poeta escreve - mesmo ao reportar um sentimento como o amor de Petrarca por Laura, ou de Camões por Dinamene - para a humanidade, para Deus. Ele lembra que a visão do amor é ocidental, e como forma idílica manifesta na arte somente na Europa medieval; por fim, afirma que a poesia "é um ato de amor entre o poeta e a linguagem"; algo que se traduz no fato de que há grande dificuldade em tentar-se transformar poesia em mercadoria, pois ela não se vende; assim como o amor, é algo que se dá de graça e que "a paixão do poeta pela linguagem, da linguagem pelo poeta, é coisa que tem amplas implicações sociológicas, históricas, transcendentais."

### Música

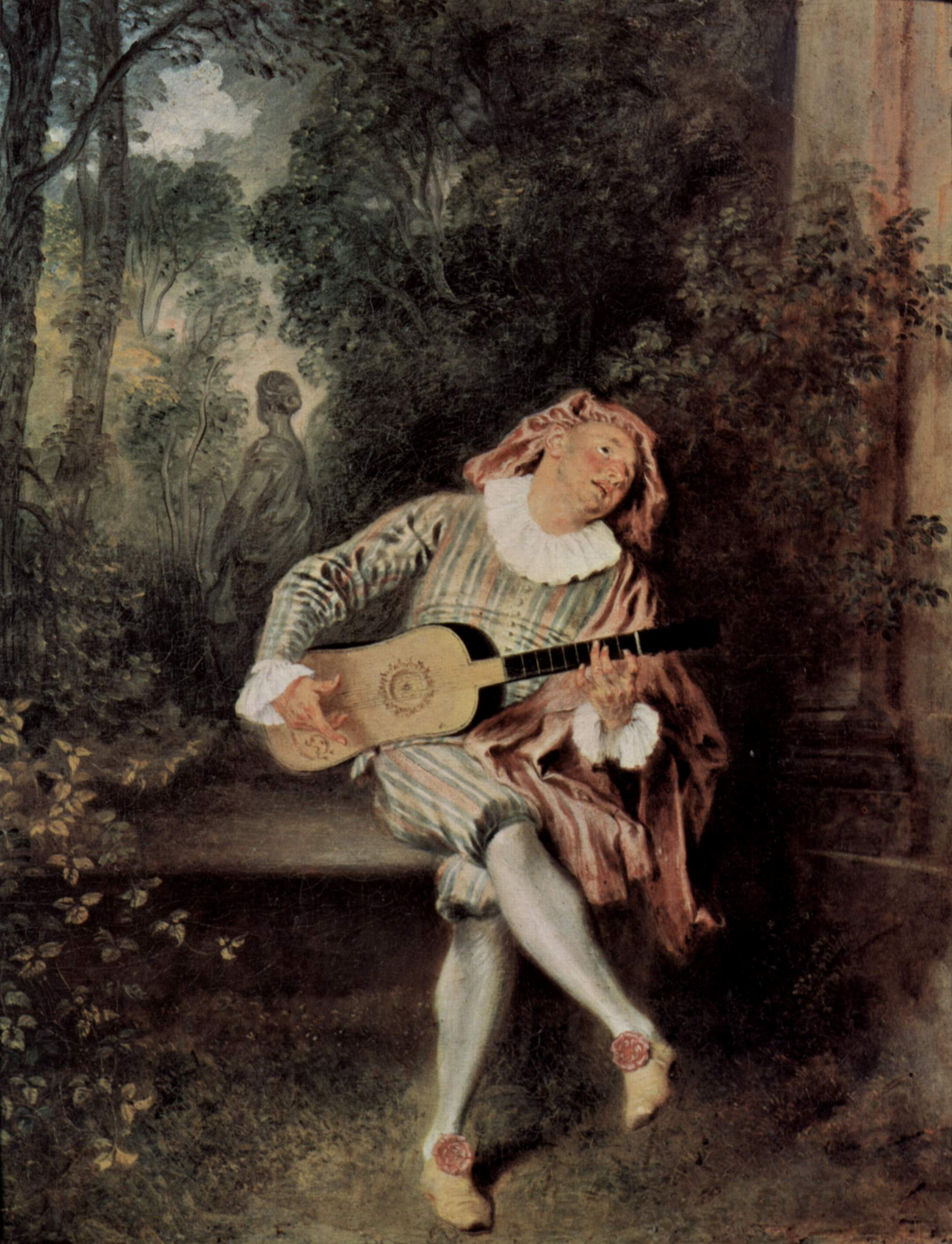
Serenata, por Antoine Watteau

As emoções podem ser invocadas de forma proposital ou não e a música é uma forma em que todas as pessoas experimentam emoções, quando a ouvem; ela própria retrata a emoção nas letras, nos sons e no desempenho, numa variação de emoções imensas: predomina entre estas emoções o amor nas letras das músicas populares.
Os estudos que relacionam a música com a emoção estão aumentando, e tem-se por base que as emoções experimentadas enquanto se ouve a música não são triviais, mas fazem parte da criação da vida social e cultural dos indivíduos.
Diversos gêneros musicais (como pop, rock, R&B ou hip hop) têm em comum o ritmo lento, letras sobre o amor e performances emocionais dos artistas - geralmente acompanhadas por vídeos com imagens que ilustram o amor ou o amor perdido (provocando assim a tristeza).

### Cinema e televisão
A representação do amor em novelas e filmes pode variar, mas suas histórias parecem atrair sobretudo as mulheres, no sentido de construírem sua feminilidade preocupadas com os sentimentos, sobretudo o amor – que seria então a chave para sua felicidade.
Na sociedade moderna o amor surge como um elemento essencial à felicidade do indivíduo e, como tal, passa a ser retratado pela indústria cinematográfica; neste sentido, qualquer que seja a história narrada - desde na Roma Antiga ou em qualquer tempo, todas as tramas ilustram a busca da paixão amorosa.

## Movimentos sociais

### Amor livre
Os anarquistas defendiam o divórcio, e que a prostituição fosse tratada em casas de recolhimento, onde as mulheres seriam cuidadas, e espaços destinados à prática do sexo livre.
Considerando o casamento como "túmulo do amor", pregavam os anarquistas que o amor deveria ser "livre"; o amor e o desejo fogem às regras morais que a sociedade burguesa ergueu a partir do século XIX. Combatendo não a política em si, mas a moral instituída, o anarquismo defendia novas formas de relacionamento, quer sociais, quer sexuais; Malatesta então pregava que o anarquismo resulta das vontades pessoal e coletiva, com um amor ao próximo tão profundo que não poderia ser percebido pelas teorias científicas.
A despeito disso, já em 1932 Federica Montseny questionava este assunto tão "delicado e difícil": "quem, até agora, pôs de fato em prática o verdadeiro amor livre?" Segundo ela, a mulher continuava seu papel submisso na relação, além da condição frágil perante a sociedade caso assuma sua liberdade, denunciando um "outro amor livre" - que é o do homem servir-se das mulheres como grande sedutor, ou uma forma disfarçada de prostituição - negando assim o "comunismo amoroso" pregado por Émile Armand.
Adeptos do amor livre o casal Simone de Beauvoir e Jean-Paul Sartre viviam em casas separadas, e muitas mulheres seguiram a máxima "nem família, nem filhos, nem lar, nem marido" pregada por ela em suas obras; Beauvoir escandalizou a sociedade francesa, e pregava às feministas que, na medida em que nessa sociedade - capitalista e patriarcal - as mulheres estavam condenadas essencialmente ao papel de reprodução da espécie, a maternidade e a fecundidade eram obstáculos à liberdade das mulheres.
Desprovido das ideologias políticas, o amor livre encontrou seu ápice nos anos 1960 e 1970, no chamado movimento hippie.

### Paz e amor

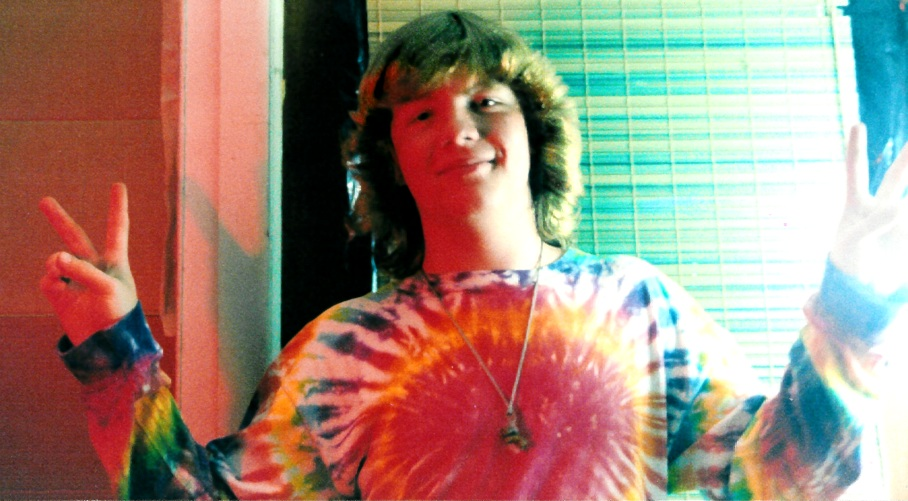
Jovem em trajes hippies faz o sinal de "paz e amor"

Com o crescimento da Guerra Fria, colocando como grandes antagonistas no cenário mundial as potências nucleares União Soviética e Estados Unidos, neste último formou-se uma série de movimentos de contracultura que, embora sem vinculações políticas partidárias, questionavam o chamado american way of life, ações do governo como o macartismo, a Guerra do Vietnã, a sociedade de consumo, etc. Pregando valores que entravam em choque com o status quo vigente, tendo o rock'n roll por fundo, surgem os movimentos beatnik (já nos fins da década de 1950) e hippie, em que o uso de drogas (especialmente o LSD), o amor livre, e as atitudes anti-sociais são a tônica, expressas na máxima "paz e amor".
Num discurso proferido em 1961, Martin Luther King Jr. analisa a visão do amor então pregada pelos jovens segundo a divisão filosófico-teológica dos gregos em eros, philia e ágape - sendo que a ética amorosa dos estudantes estaria nesta última categoria (ágape): "Eu acho que era isto que Jesus queria dizer quando falava para amar ao inimigo, porque é bastante difícil gostar de algumas pessoas. Isto é sentimental, e é muito difícil gostar de alguém que bombardeia a sua casa; é bastante difícil gostar de alguém que está ameaçando seus filhos; é difícil gostar de congressistas que gastam todo seu tempo tentando derrotar os direitos civis. Mas Jesus dizia para os amar, e com um amor maior do que outros. O amor é compreensão, é redentor, criativo, boa vontade para com todos os homens. E é essa a ideia, é toda a ética do amor que forma a ideia que está na base do movimento estudantil".
Em meados da década de 1970 o movimento enfim decaiu, transformando-se em mais um modismo.

## Base biológica do amor

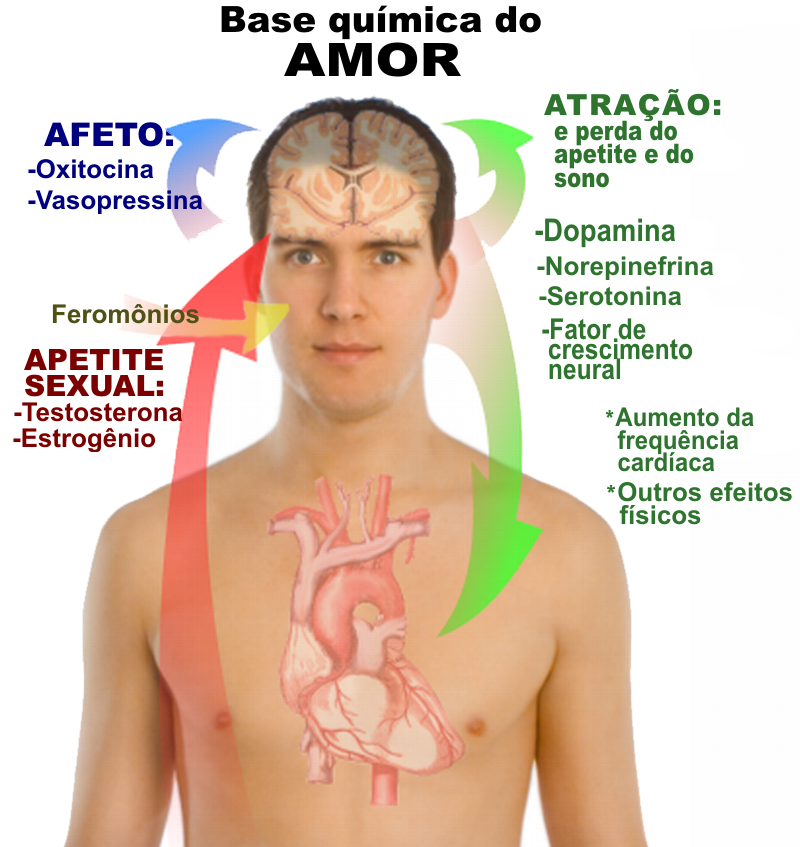
Substâncias envolvidas no processo amoroso

Um pioneiro estudo sobre o funcionamento do cérebro foi feito em 2000, procurando por um lado identificar as áreas corticais e periféricas envolvidas no complexo sentimento do amor romântico, e por outro traçar um paralelo com as emoções causadas pela amizade.
Embora encontrando diferenças nos resultados entre os estímulos provocados pelo objeto amado e por amizades, estas não seriam notadas por um observador pouco familiarizado com as imagens; as áreas do cérebro envolvidas se revelaram especialmente pequenas, e nalguns casos guardando grandes diferenças com sentimentos negativos - estes como o medo, raiva, depressão, etc, muito mais estudados - por outro lado guardou semelhanças curiosas nas áreas desativadas, inclusive com o estado psíquico após uso de substâncias como a cocaína ou derivados do ópio.
Um fato surpreendeu os pesquisadores: um sentimento tão complexo envolve a ativação de uma área total relativamente pequena do cérebro - mas a quantidade de áreas ativadas reporta a uma complexa rede de funcionamento integrada, cuja compreensão deve ser objeto de estudos posteriores. Ao contrário de alguns sentimentos negativos, não há uma área específica do cérebro responsável pela caracterização do amor romântico.

### Escolha do(a) parceiro(a)
No processo inicial dos relacionamentos a visão procura parceiros que apresentem beleza física; neste sentido, quanto maior a simetria das formas corporais, maiores as chances de aceitação - sendo constatado, por exemplo, que mulheres em ovulação ficam com as mãos, orelhas e seios tornam-se mais simétricos; homens com o tronco triangular, ombros largos e barriga e cintura magras são mais resistentes a vírus e bactérias - gerando naturalmente um aspecto atrativo.
Na escolha do parceiro a reprodução também dita as regras; em um experimento pessoas foram levadas a escolher roupas que outras do sexo oposto usaram por vários dias; o resultado foi que, ao cheirarem e selecionarem aquelas que mais lhes tenham atraído, foram escolhidas as que apresentavam uma maior diferença genética.
Outro experimento, contudo, levou a uma conclusão aparentemente contrária à anterior: indivíduos apresentados, sem saber, a uma versão modificada do próprio rosto como sendo do sexo oposto tenderam a escolhê-los como "parceiro ideal" em meio a outros; isto se deve à busca por confiança, que um rosto similar proporciona.

### Processo neuro-químico da paixão
Estudos demonstraram que o indivíduo apaixonado ativa as seguintes estruturas cerebrais: núcleo caudado, área tegmental ventral e córtex pré-frontal, justamente as mais ricas nas substâncias endógenas de recompensa (com efeitos similares aos da morfina) - a dopamina e a endorfina; isto levou à conclusão de que o estar perto da pessoa amada leva a uma maior sensação de prazer e recompensa.
Também estão associadas à sensação outras substâncias orgânicas: a feniletilamina (espécie de anfetamina natural); a noradrenalina, que serve para a fixação na memória dos fatos vividos; hormônios como oxitocina e vasopressina (presentes no estabelecimento dos laços afetivos permanentes, como entre mãe e filho) aumentam também durante a fase aguda do relacionamento, como a preparar a pessoa para uma convivência duradoura.
A dopamina, liberada durante os orgasmos, tem o mesmo efeito de doses de cocaína ou heroína - fazendo com que a pessoa sinta-se ainda mais ligada ao parceiro; por outro lado, sua ausência num relacionamento torna-o mais frágil e propenso à busca pelo prazer com outra pessoa.

### Alterações comportamentais
Algumas das substâncias envolvidas no amor, como o fator de crescimento neural (conhecido pela sigla em inglês NGF e cujos efeitos foram publicados inicialmente em 2005), experimentam um aumento substancial na fase aguda do relacionamento; já outras, como a serotonina, experimentam uma diminuição sensível, similar aos que sofrem de transtorno obsessivo compulsivo - o que explicaria o pensamento sem controle, a fixação no objeto amado e algumas atitudes insanas.
Se na doença estes níveis permanecem alterados, no amor eles tendem a se normalizar em semanas ou meses; se persistirem, os efeitos podem ser danosos - donde a pesquisadora italiana Donatella Marazziti ter afirmado que: “No auge, as alterações químicas são tão intensas e tão estressantes que, se durarem tempo demais, o organismo entra em colapso”.